# Україна на Літній універсіаді 2013
Україна брала участь у Літній Універсіаді 2013 у Казані (Татарстан Росія) водинадцяте за свою історію. Українська команда була другою за представництвом на змаганнях та складається із 363 спортсменів (та 167 функціонерів), які змагалися у 23 видах (з 27). Найбльше спортсменів від України представляли наступні навчальні заклади: Київський національний університет фізичного виховання та спорту України, делегувавши до головної команди країни 67 студентів-спортсменів, Львівський державний університет фізичної культури (23 спортсмени), Кам'янець-Подільський національний університет імені Івана Огієнка (21 спортсмен), Тернопільський національний економічний університет (18 атлетів), Миколаївський національний університет кораблебудування імені адмірала Макарова (15 учасників). Усього ж у студентській збірній України представлено 102 вищі навчальні заклади.

## Медалісти
| Медаль | Спортсмен | Вид спорту                      | Дисципліна                               | Дата     |
| ------ | --- | ------------------------------- | ---------------------------------------- | -------- |
| Золото | Наталія Довгодько | Академічне веслування           | Одиночки                                 | 7 липня  |
| Золото | Ольга Харлан | Фехтування                      | Індивідуальна шабля                      | 9 липня  |
| Золото | Віктор Кузнецов | Легка атлетика                  | Потрійний стрибок                        | 9 липня  |
| Золото | Ганна Тітімець | Легка атлетика                  | 400 м з бар'єрами                        | 9 липня  |
| Золото | Дмитро Митрофанов | Бокс                            | До 75 кг                                 | 10 липня |
| Золото | Олександр Гвоздик | Бокс                            | До 81 кг                                 | 10 липня |
| Золото | Андрій Говоров | Плавання                        | 50 м батерфляєм                          | 11 липня |
| Золото | Ігор Бодров Віталій Корж Руслан Перестюк Сергій Смелик                                                                  | Легка атлетика                  | Естафета 4×100 метрів                    | 12 липня |
| Золото | Вікторія П'ятаченко Наталя Погребняк Олеся Повх Марія Рємєнь                                                            | Легка атлетика                  | Естафета 4×100 метрів                    | 12 липня |
| Золото | Юрій Нікандров | Стрільба                        | Трап чоловіки                            | 13 липня |
| Золото | Дмитро Янчук Денис Камерилов Едуард Шеметило Віталій Вергелес                                                           | Веслування на байдарках і каное | Каное-четвірка 1000 м                    | 14 липня |
| Золото | Олена Костевич | Стрільба                        | Пістолет, 25 м                           | 16 липня |
| Срібло | Дмитро Косенок | Боротьба на поясах              | До 62 кг                                 | 7 липня  |
| Срібло | Олександр Гордієнко | Боротьба на поясах              | Понад 100 кг                             | 7 липня  |
| Срібло | Петро Пахнюк Ігор Радівілов Олег Степко Олег Верняєв                                                                    | Спортивна гімнастика            | Командний залік                          | 8 липня  |
| Срібло | Віктор Гребенніков Антон Холязников                                                                                     | Академічне веслування           | Двійка без рульового                     | 8 липня  |
| Срібло | Іван Довгодько Олксандр Надтока                                                                                         | Академічне веслування           | Двійка парна                             | 8 липня  |
| Срібло | Денис Чорний Станіслав Чумраєв Іван Футрик Дмитро Міхай Владислав Нікулін Анатолій Радченко Віталій Цуркан Іван Юрченко | Академічне веслування           | Вісімка                                  | 8 липня  |
| Срібло | Ігор Хмара Станіслав Ковальов                                                                                           | Академічне веслування           | Двійка парна, легка вага                 | 8 липня  |
| Срібло | Андрій Проценко | Легка атлетика                  | Стрибки у висоту                         | 9 липня  |
| Срібло | Руслан Дмитренко | Легка атлетика                  | Спортивна ходьба, 20 км                  | 9 липня  |
| Срібло | Руслан Дмитренко Ігор Главан Назар Коваленко Іван Лосєв                                                                 | Легка атлетика                  | Спортивна ходьба, 20 км, командний залік | 9 липня  |
| Срібло | Світлана Шмідт | Легка атлетика                  | 3000 м з перешкодами                     | 9 липня  |
| Срібло | Шушана Гевонтян | Дзюдо                           | До 57 кг                                 | 9 липня  |
| Срібло | Ганна Ярощук | Легка атлетика                  | 400 метрів з бар'єрами                   | 10 липня |
| Срібло | Дарина Зевіна | Плавання                        | 200 м на спині                           | 11 липня |
| Срібло | Олександр Хоцянівський                                                                                                  | Боротьба                        | Вільна, понад 120 кг                     | 11 липня |
| Срібло | Павло Олійник | Боротьба                        | Вільна, до 96 кг                         | 12 липня |
| Срібло | Ірина Гусяк | Боротьба                        | Вільна, до 55 кг                         | 13 липня |
| Срібло | Олена Куницька | Самбо                           | До 48 кг                                 | 14 липня |
| Срібло | Олена Сайко | Самбо                           | До 60 кг                                 | 14 липня |
| Срібло | Сергій Фролов | Плавання                        | 800 м вільним стилем                     | 14 липня |
| Срібло | Віталій Вергелес Денис Камерилов Дмитро Янчук Едуард Шеметило                                                           | Веслування на байдарках і каное | Каное-четвірка 500 м                     | 15 липня |
| Срібло | Максим Більченко Олександр Сенкевич Євген Карабута Ігор Трунов                                                          | Веслування на байдарках і каное | Байдарка-четвірка 200 м                  | 15 липня |
| Срібло | Інна Черняк | Самбо                           | До 52 кг                                 | 15 липня |
| Срібло | Олена Дмитраш Євгенія Гомон Олександра Грідасова Валерія Гудим Вікторія Мазур Світлана Прокопова                        | Художня гімнастика              | Групове багатоборство                    | 15 липня |
| Срібло | Аліна Максименко | Художня гімнастика              | Булави                                   | 16 липня |
| Срібло | Ганна Різатдінова | Художня гімнастика              | Булави                                   | 16 липня |
| Срібло | Размік Тоноян | Самбо                           | Понад 100 кг                             | 16 липня |
| Срібло | Луїза Гайнутдінова | Самбо                           | До 68 кг                                 | 16 липня |
| Срібло | Олена Костевич Марта Бойчук Катерина Дьомкіна                                                                           | Стрільба                        | Пістолет, 25 м, командний залік          | 16 липня |
| Бронза | Умер Белялов | Боротьба на поясах              | Вільний стиль, до 68 кг                  | 7 липня  |
| Бронза | Олена Буряк Ганна Кравченко                                                                                             | Академічне веслування           | Двійка парна                             | 7 липня  |
| Бронза | Людмила Нікітіна | Боротьба на поясах              | Вільний стиль, до 76 кг                  | 8 липня  |
| Бронза | Сергій Гуменний | Академічне веслування           | Одиночка                                 | 8 липня  |
| Бронза | Євгенія Німченко Ілона Романеску Катерина Шеремет Дарина Верхогляд                                                      | Академічне веслування           | Четвірка без рульового                   | 8 липня  |
| Бронза | Костянтин Тарасов | Боротьба на поясах              | Класичний стиль, до 70 кг                | 9 липня  |
| Бронза | Леонід Рябчук | Боротьба на поясах              | Класичний стиль, до 90 кг                | 9 липня  |
| Бронза | Денис Берінчик | Бокс                            | До 64 кг                                 | 9 липня  |
| Бронза | Галина Пундик | Фехтування                      | Індивідуальна шабля                      | 9 липня  |
| Бронза | Олег Верняєв | Спортивна гімнастика            | Індивідуальне багатоборство              | 9 липня  |
| Бронза | Артем Кравченко | Дзюдо                           | До 66 кг                                 | 9 липня  |
| Бронза | Анастасія Івченко Олена Кривицька Ксенія Пантелєєва Анфіса Почкалова                                                    | Фехтування                      | Шпага, командний залік                   | 10 липня |
| Бронза | Ігор Радівілов | Спортивна гімнастика            | Опорний стрибок                          | 10 липня |
| Бронза | Олег Верняєв | Спортивна гімнастика            | Паралельні бруса                         | 10 липня |
| Бронза | Ігор Радівілов | Спортивна гімнастика            | Кільця                                   | 10 липня |
| Бронза | Олег Степко | Спортивна гімнастика            | Вправи на коні                           | 10 липня |
| Бронза | Марина Черняк | Дзюдо                           | До 48 кг                                 | 10 липня |
| Бронза | Єлизавета Каланіна | Дзюдо                           | Абсолютна вагова категорія               | 10 липня |
| Бронза | Семен Радулов | Боротьба                        | Вільна, до 86 кг                         | 11 липня |
| Бронза | Василь Шуптар | Боротьба                        | Вільна, до 60 кг                         | 12 липня |
| Бронза | Сергій Фролов | Плавання                        | 1500 м вільним стилем                    | 12 липня |
| Бронза | Марія Лівач | Боротьба                        | Вільна, до 48 кг                         | 13 липня |
| Бронза | Юлія Благиня | Боротьба                        | Вільна, до 52 кг                         | 14 липня |
| Бронза | Аліна Стадник | Боротьба                        | Вільна, до 67 кг                         | 14 липня |
| Бронза | Михайло Ілитчук | Самбо                           | До 57 кг                                 | 15 липня |
| Бронза | Михайло Черкасов | Самбо                           | До 100 кг                                | 15 липня |
| Бронза | Жан Беленюк | Боротьба                        | Греко-римська, до 84 кг                  | 15 липня |
| Бронза | Ганна Різатдінова | Художня гімнастика              | Обруч                                    | 16 липня |
| Бронза | Ганна Різатдінова | Художня гімнастика              | Індивідуальне багатоборство              | 16 липня |
| Бронза | Аліна Максименко | Художня гімнастика              | Обруч                                    | 16 липня |
| Бронза | Ганна Різатдінова | Художня гімнастика              | М'яч                                     | 16 липня |
| Бронза | Олена Дмитраш Євгенія Гомон Олександра Грідасова Валерія Гудим Вікторія Мазур Світлана Прокопова                        | Художня гімнастика              | Групові вправи з предметами 1-10 булав   | 16 липня |
| Бронза | Олена Дмитраш Євгенія Гомон Олександра Грідасова Валерія Гудим Вікторія Мазур Світлана Прокопова                        | Художня гімнастика              | Групові вправи з предметами 2 — «3 + 2»  | 16 липня |
| Бронза | Тетяна Тарасенко Євгенія Борисова Дар'я Шаріпова                                                                        | Стрільба                        | Гвинтівка, лежачи, 50 м, командний залік | 16 липня |
| Бронза | Дмитро Пишков | Боротьба                        | Греко-римська, до 74 кг                  | 16 липня |
| Бронза | Андрій Говоров | Плавання                        | 500 м вільним стилем                     | 16 липня |

## Учасники
| Медалі по днях | Медалі по днях | Медалі по днях | Медалі по днях | Медалі по днях | Медалі по днях | Медалі по днях |
| -------------- | -------------- | -------------- | -------------- | -------------- | -------------- | -------------- |
| День           | Дата           |                |                |                | Всього         |                |
| День 1         | 6-е            | 0              | 0              | 0              | 0              |                |
| День 2         | 7-е            | 1              | 2              | 2              | 5              |                |
| День 3         | 8-е            | 0              | 5              | 3              | 8              |                |
| День 4         | 9-е            | 3              | 5              | 5              | 13             |                |
| День 5         | 10-е           | 2              | 1              | 7              | 10             |                |
| День 6         | 11-е           | 1              | 2              | 1              | 4              |                |
| День 7         | 12-е           | 2              | 1              | 2              | 5              |                |
| День 8         | 13-е           | 1              | 1              | 1              | 3              |                |
| День 9         | 14-е           | 1              | 3              | 2              | 6              |                |
| День 10        | 15-е           | 0              | 4              | 4              | 8              |                |
| День 11        | 16-е           | 1              | 5              | 8              | 14             |                |
| День 12        | 17-е           | 0              | 0              | 0              | 0              |                |
| Всього         | Всього         | 12             | 29             | 36             | 77             |                |

| Медалі за видом спорту          | Медалі за видом спорту | Медалі за видом спорту | Медалі за видом спорту | Медалі за видом спорту |
| ------------------------------- | ---------------------- | ---------------------- | ---------------------- | ---------------------- |
| Спорт                           | 1                      | 2                      | 3                      | Всього                 |
| Легка атлетика                  | 4                      | 5                      | 0                      | 9                      |
| Спортивна стрільба              | 2                      | 1                      | 1                      | 4                      |
| Бокс                            | 2                      | 0                      | 1                      | 3                      |
| Академічне веслування           | 1                      | 4                      | 3                      | 8                      |
| Веслування на байдарках і каное | 1                      | 2                      | 0                      | 3                      |
| Плавання                        | 1                      | 2                      | 2                      | 5                      |
| Фехтування                      | 1                      | 0                      | 2                      | 3                      |
| Самбо                           | 0                      | 5                      | 2                      | 7                      |
| Боротьба                        | 0                      | 3                      | 7                      | 10                     |
| Художня гімнастика              | 0                      | 3                      | 6                      | 9                      |
| Боротьба на поясах              | 0                      | 2                      | 4                      | 6                      |
| Спортивна гімнастика            | 0                      | 1                      | 5                      | 6                      |
| Дзюдо                           | 0                      | 1                      | 3                      | 4                      |

| Спорт                           | Чоловіки | Жінки | Всього |
| ------------------------------- | -------- | ----- | ------ |
| Академічне веслування           | 21       | 10    | 31     |
| Бадмінтон                       | 5        | 4     | 9      |
| Баскетбол                       | 12       | 11    | 23     |
| Бокс                            | 10       | 0     | 10     |
| Боротьба                        | 16       | 7     | 23     |
| Боротьба                        | 13       | 3     | 16     |
| Важка атлетика                  | 8        | 4     | 12     |
| Веслування на байдарках і каное | 15       | 9     | 24     |
| Волейбол                        | 12       | 0     | 12     |
| Дзюдо                           | 10       | 8     | 18     |
| Легка атлетика                  | 10       | 10    | 20     |
| Настільний теніс                | 2        | 4     | 6      |
| Плавання                        | 14       | 8     | 22     |
| Самбо                           | 9        | 8     | 17     |
| Спортивна гімнастика            | 5        | 5     | 10     |
| Стрільба                        | 6        | 10    | 16     |
| Теніс                           | 4        | 4     | 8      |
| Фехтування                      | 13       | 8     | 21     |
| Футбол                          | 20       | 0     | 20     |
| Хокей на траві                  | 18       | 0     | 18     |
| Художня гімнастика              | 0        | 2     | 2      |
| Шахи                            | 4        | 3     | 7      |
| Всього                          | 227      | 118   | 345    |

### Багаторазові медалісти
| Спортсмен                      | Σ | 1 | 2 | 3 |
| ------------------------------ | - | - | - | - |
| Різатдінова Ганна Сергіївна    | 4 | 0 | 1 | 3 |
| Верняєв Олег Юрійович          | 3 | 0 | 1 | 2 |
| Дмитраш Олена Миколаївна       | 3 | 0 | 1 | 2 |
| Гомон Євгенія Євгенівна        | 3 | 0 | 1 | 2 |
| Грідасова Олександра Сергіївна | 3 | 0 | 1 | 2 |
| Гудим Валерія Василівна        | 3 | 0 | 1 | 2 |
| Мазур Вікторія Олексіївна      | 3 | 0 | 1 | 2 |
| Прокопова Світлана Сергіївна   | 3 | 0 | 1 | 2 |
| Радівілов Ігор Віталійович     | 3 | 0 | 1 | 2 |
| Вергелес Віталій Вікторович    | 2 | 1 | 1 | 0 |
| Камерилов Денис Олегович       | 2 | 1 | 1 | 0 |
| Костевич Олена Дмитрівна       | 2 | 1 | 1 | 0 |
| Шеметило Едуард Сергійович     | 2 | 1 | 1 | 0 |
| Янчук Дмитро Миколайович       | 2 | 1 | 1 | 0 |
| Говоров Андрій Андрійович      | 2 | 1 | 0 | 1 |
| Дмитренко Руслан Григорович    | 2 | 0 | 2 | 0 |
| Степко Олег Сергійович         | 2 | 0 | 1 | 1 |
| Фролов Сергій Анатолійович     | 2 | 0 | 1 | 1 |
| Максименко Аліна Олександрівна | 2 | 0 | 1 | 1 |

## Змагання

### Академічне веслування
Змагання з академічного веслування на XXVII Всесвітньої Літній Універсіаді пройшли з 6 по 8 липня. Було розіграно 13 комплектів нагород.
Всі результати з академічного веслування.

#### Чоловіки
| Спортсмени | Дисципліна               | Відбіркові заїзди | Відбіркові заїзди | Втішний заїзд | Втішний заїзд | Півфінали | Півфінали | Фінал   | Фінал       |
| Спортсмени | Дисципліна               | Час               | Місце             | Час           | Місце         | Час       | Місце     | Час     | Місце       |
| --- | ------------------------ | ----------------- | ----------------- | ------------- | ------------- | --------- | --------- | ------- | ----------- |
| Сергій Гуменний | Одиночка                 | 7:43.41           | 4                 | 8:09.79       | 2             | 7:11.41   | 1         | 7:28.53 | 3           |
| Руслан Момот | Одиночка, легка вага     | 7:50.93           | 2                 | Н/Д           | Н/Д           | 7:39.99   | 5         | 7:43.15 | 3 (Фінал B) |
| Антон Холязников Віктор Гребенніков | Двійка без рульового     | 7:08.57           | 2                 | 6:59.01       | 1             | Н/Д       | Н/Д       | 7:08.60 | 2           |
| Олександр Надтока Іван Довгодько | Двійка парна             | 6:41.73           | 1                 | Н/Д           | Н/Д           | Н/Д       | Н/Д       | 6:48.96 | 2           |
| Станіслав Ковальов Ігор Хмара | Двійка парна, легка вага | 7:04.18           | 2                 | 6:48.60       | 1             | Н/Д       | Н/Д       | 6:43.11 | 2           |
| Денис Засименко Дмитро Желєзний Олександр Поддубний Олександр Бєлогуров                                                                    | Четвірка без рульового   | 6:48.20           | 4                 | 7:14.02       | 4             | Н/Д       | Н/Д       | 6:46.18 | 6           |
| Денис Чорний Станіслав Чумраєв Іван Футрик Василь Завгородній Дмитро Міхай Владислав Нікулін Анатолій Радченко Віталій Цуркан Іван Юрченко | Вісімка                  | 6:06.07           | 2                 | 6:00.90       | 3             | Н/Д       | Н/Д       | 5:47.54 | 2           |

#### Жінки
| Наталія Довгодько                                                  | Одиночки                 | 8:10.72 | 1 | Н/Д     | Н/Д | 8:16.68 | 1           |        |        |
| Лариса Жалінська                                                   | Одиночки, легка вага     | 9:04.71 | 5 | 9:44.63 | 4   | Вибула  | Вибула      | Вибула | Вибула |
| Олена Буряк Ганна Кравченко                                        | Двійка парна             | 7:29.27 | 1 | 7:11.94 | 2   | 7:29.84 | 3           |        |        |
| Ганна Слесаревська Юлія Данилкіна                                  | Двійка парна, легка вага | 8:03.85 | 5 | 9:08.55 | 5   | 8:09.12 | 1 (Фінал B) |        |        |
| Євгенія Німченко Ілона Романеску Катерина Шеремет Дарина Верхогляд | Четвірка без рульового   | 7:05.69 | 2 | Н/Д     | Н/Д | 7:09.66 | 3           |        |        |

### Бадмінтон
Результати змагань з бадмінтону.

#### Чоловіки
| Спортсмени                       | Дисципліна       | Попередні змагання                       | Раунд 1/128      | Раунд 1/64                       | Раунд 1/32       | Раунд 1/16       | Чвертьфінал      | Півфінал         | Фінал        | Фінал |
| Спортсмени                       | Дисципліна       | Суперник Рахунок                         | Суперник Рахунок | Суперник Рахунок                 | Суперник Рахунок | Суперник Рахунок | Суперник Рахунок | Суперник Рахунок | Місце        |       |
| -------------------------------- | ---------------- | ---------------------------------------- | ---------------- | -------------------------------- | ---------------- | ---------------- | ---------------- | ---------------- | ------------ | ----- |
| Микола Дмитришин                 | Одиночний розряд | Інкарат Апісук (THA) Поразка 21-15 21-14 | Завершив виступ  | Завершив виступ                  | Завершив виступ  | Завершив виступ  | Завершив виступ  | Завершив виступ  | 33           |       |
| Артем Почтарьов                  | Одиночний розряд | Не стартував                             | Не стартував     | Не стартував                     | Не стартував     | Не стартував     | Не стартував     | Не стартував     | Не стартував |       |
| Геннадій Натаров                 | Одиночний розряд | Не стартував                             | Не стартував     | Не стартував                     | Не стартував     | Не стартував     | Не стартував     | Не стартував     | Не стартував |       |
| Геннадій Натаров Артем Почтарьов | Парний розряд    | Н/Д                                      | Н/Д              | Чо/Янг (TPE) Поразка 21-12 21-20 | Завершили виступ | Завершили виступ | Завершили виступ | Завершили виступ | 33           |       |

#### Жінки
| Спортсмени                          | Дисципліна       | Попередні змагання                                | Раунд 1/128                         | Раунд 1/64                       | Раунд 1/32       | Раунд 1/16       | Чвертьфінал      | Півфінал         | Фінал         | Фінал |
| Спортсмени                          | Дисципліна       | Суперник Рахунок                                  | Суперник Рахунок                    | Суперник Рахунок                 | Суперник Рахунок | Суперник Рахунок | Суперник Рахунок | Суперник Рахунок | Місце         |       |
| ----------------------------------- | ---------------- | ------------------------------------------------- | ----------------------------------- | -------------------------------- | ---------------- | ---------------- | ---------------- | ---------------- | ------------- | ----- |
| Анастасія Дмитришин                 | Одиночний розряд | Анета Войтковська (POL) Перемога 18-21 21-19 21-8 | Ліане Тан (BEL) Поразка 21-10 21-17 | Завершла виступ                  | Завершла виступ  | Завершла виступ  | Завершла виступ  | Завершла виступ  | 17            |       |
| Єлизевета Жарка                     | Одиночний розряд | Новалія Аґустіані (INA) Поразка 21-11 21-14       | Завершила виступ                    | Завершила виступ                 | Завершила виступ | Завершила виступ | Завершила виступ | Завершила виступ | 33            |       |
| Дар'я Самарчанц                     | Одиночний розряд | Не стартувала                                     | Не стартувала                       | Не стартувала                    | Не стартувала    | Не стартувала    | Не стартувала    | Не стартувала    | Не стартувала |       |
| Анастасія Дмитришин Дар'я Самарчанц | Парний розряд    | Н/Д                                               | Н/Д                                 | Яо/Чен (CHN) Поразка 21-12 21-17 | Завершили виступ | Завершили виступ | Завершили виступ | Завершили виступ | 17            |       |

Мікст
| Спортсмени                       | Дисципліна | Раунд 1/64                      | Раунд 1/32                         | Раунд 1/16       | Чвертьфінал      | Півфінал         | Фінал | Фінал |
| Спортсмени                       | Дисципліна | Суперник Рахунок                | Суперник Рахунок                   | Суперник Рахунок | Суперник Рахунок | Суперник Рахунок | Місце |       |
| -------------------------------- | ---------- | ------------------------------- | ---------------------------------- | ---------------- | ---------------- | ---------------- | ----- | ----- |
| Геннадій Натаров Єлизевета Жарка | Мікст      | Лу/Лі (CHN) Поразка 18-21 18-21 | Завершили виступ                   | Завершили виступ | Завершили виступ | Завершили виступ | 33    |       |
| Микола Дмитришин Дар'я Самарчанц | Мікст      | Н/Д                             | Латіф/Чо (MAS) Поразка 18-21 20-22 | Завершили виступ | Завершили виступ | Завершили виступ | 17    |       |

Командні змагання
| Спортсмени                                                                                            | Дисципліна        | Груповий етап | Груповий етап                                                                                                   | Чвертьфінал                                                                                | Півфінал                                                                                         | Фінал | Фінал |
| Спортсмени                                                                                            | Дисципліна        | 1 матч | 2 матч | Чвертьфінал                                                                                | Півфінал                                                                                         | Фінал | Фінал |
| Спортсмени                                                                                            | Дисципліна        | Суперник Рахунок | Суперник Рахунок                                                                                                | Суперник Рахунок                                                                           | Суперник Рахунок                                                                                 | Суперник Рахунок | Місце |
| --- | ----------------- | --- | --- | ------------------------------------------------------------------------------------------ | ------------------------------------------------------------------------------------------------ | --- | ----- |
| Микола Дмитришин Анастасія Дмитришин Єлизевета Жарка Геннадій Натаров Дар'я Самарчанц Артем Почтарьов | Командні змагання | Південна Корея · Мінгі Кім, Джи Хьюн Сунг, · Хьюнг Кім, Йонгде Лі, · Соє Лі, Сьюнгчен Шин, · Сунгхьюн Ко, Є На Чанг · Поразка · 0-5 | Велика Британія · Пітер Бріггс, · Софі Браун, · Джеймі Бонселс, · Емма Сметарст, · Гарлі Товлер · Поразка · 2-3 | США · Майкл Босан, · Дені Лонґ, · Ренді Ма, · Шерон Енджі, · Гарлі Товлер · Перемога · 3-1 | Макао · Пек Сан Єнґ, · Кенґ Яо Йо, · Кін Фай Леонґ, · Мей Га Яо, · Гарлі Товлер · Перемога · 3-0 | Канада · Мартін Ґіфрі, Бетані Со, · Філліпп Чаррон, · Філліпп Гомонд, · Роксанн Фрейзер, · Стефані Пейкенгем · Перемога · 3-1 | 13    |

### Баскетбол
Результати змагань з баскетоболу.

#### Чоловіки
Чоловіча команда України змагалась у групі A.
Склад команди
| 1  | Дмитро Марченко   | 17 січня 1992 (21 рік)      | 2,02 м |
| 2  | Роман Ольховський | 21 листопада 1990 (22 роки) | 1,97 м |
| 3  | Антон Рочняк      | 2 липня 1992 (21 рік)       | 2,04 м |
| 4  | Олександр Доленко | 25 січня 1990 (23 роки)     | 1,90 м |
| 5  | Андрій Киричок    | 16 червня 1992 (21 рік)     | 1,93 м |
| 6  | Антон Михайлов    | 16 грудня 1991 (21 рік)     | 1,97 м |
| 7  | Вячеслав Моторчук | 9 лютого 1992 (21 рік)      | 2,08 м |
| 8  | Василь Сайнієв    | 6 січня 1989 (24 роки)      | 1,77 м |
| 9  | Іван Полєжаєв     | 4 березня 1989 (24 роки)    | 2,04 м |
| 10 | Родіон Боровський | 29 жовтня 1992 (20 років)   | 2,02 м |
| 11 | Микола Полюляк    | 4 жовтня 1990 (22 роки)     | 1,92 м |
| 12 | Олексій Павленко  | 26 березня 1990 (23 роки)   | 2,88 м |

Турнірне становище

#### Жінки
Жіноча команда України змагалась у групі C.
Склад команди
| 1  | Олеся Малашенко       | 21 лютого 1991 (22 роки) | 1,89 м |
| 2  | Олена Самбурська      | 31 січня 1989 (24 роки)  | 1,74 м |
| 3  | Аріна Білоцерківська  | 3 грудня 1989 (23 роки)  | 1,70 м |
| 4  | Анастасія Богданова   | 27 грудня 1991 (21 рік)  | 1,77 м |
| 5  | Аліса Назаревич       | 18 серпня 1989 (23 роки) | 1,93 м |
| 6  | Катерина Дорогобузова | 28 червня 1990 (23 роки) | 1,86 м |
| 7  | Катерина Ковальова    | 12 травня 1989 (24 роки) | 1,85 м |
| 8  | Катерина Римаренко    | 3 квітня 1990 (23 роки)  | 1,87 м |
| 9  | Кристина Мацько       | 15 червня 1991 (22 роки) | 1,81 м |
| 10 | Наталія Колотовська   | 28 лютого 1990 (23 роки) | 1,70 м |
| 11 | Ольга Мазніченко      | 24 липня 1991 (21 рік)   | 1,87 м |

Груповий етап
| Команда           | І | В | П | ОН  | ОП  | РО  | О |
| ----------------- | - | - | - | --- | --- | --- | - |
| Китайський Тайбей | 3 | 3 | 0 | 225 | 199 | 26  | 6 |
| Канада            | 3 | 1 | 2 | 200 | 179 | 21  | 4 |
| Україна           | 3 | 1 | 2 | 193 | 209 | -16 | 4 |
| Японія            | 3 | 1 | 2 | 180 | 211 | -31 | 4 |

| 8 липня 2013 12:30 UTC+04:00 W6 | Звіт | Китайський Тайбей                               | vs. | Україна  |  | УСК «Бієк-Тау», Казань |
| 8 липня 2013 12:30 UTC+04:00 W6 | Звіт | Рахунок за чвертями: 17:17, 15:21, 27:18, 25:12 |     |          |  | УСК «Бієк-Тау», Казань |
| 8 липня 2013 12:30 UTC+04:00 W6 | Звіт | Очки: 84                                        |     | Очки: 68 |  | УСК «Бієк-Тау», Казань |

| 9 липня 2013 10:00 UTC+04:00 W11 | Звіт | Канада                                        | vs. | Україна  |  | УСК «Мирас», Казань |
| 9 липня 2013 10:00 UTC+04:00 W11 | Звіт | Рахунок за чвертями: 13:19, 15:8, 20:16, 9:16 |     |          |  | УСК «Мирас», Казань |
| 9 липня 2013 10:00 UTC+04:00 W11 | Звіт | Очки: 57                                      |     | Очки: 59 |  | УСК «Мирас», Казань |

| 10 липня 2013 18:00 UTC+04:00 W21 | Звіт | Японія                                          | vs. | Україна  |  | УСК «Мирас», Казань |
| 10 липня 2013 18:00 UTC+04:00 W21 | Звіт | Рахунок за чвертями: 18:15, 12:14, 17:19, 21:18 |     |          |  | УСК «Мирас», Казань |
| 10 липня 2013 18:00 UTC+04:00 W21 | Звіт | Очки: 68                                        |     | Очки: 66 |  | УСК «Мирас», Казань |

Чвертьфінали за 9-16 місця
| 12 липня 2013 12:30 UTC+04:00 W30 | Звіт | Україна                                        | vs. | Фінляндія |  | УСК «Біек-Тау», Казань |
| 12 липня 2013 12:30 UTC+04:00 W30 | Звіт | Рахунок за чвертями: 23:10, 13:21, 30:11, 14:9 |     |           |  | УСК «Біек-Тау», Казань |
| 12 липня 2013 12:30 UTC+04:00 W30 | Звіт | Очки: 80                                       |     | Очки: 51  |  | УСК «Біек-Тау», Казань |

Півфінали за 9-12 місця
| 13 липня 2013 20:30 UTC+04:00 W40 | Звіт | Україна                                      | vs. | Бразилія |  | УСК «Мирас», Казань |
| 13 липня 2013 20:30 UTC+04:00 W40 | Звіт | Рахунок за чвертями: 22:6, 23:8, 23:15, 8:17 |     |          |  | УСК «Мирас», Казань |
| 13 липня 2013 20:30 UTC+04:00 W40 | Звіт | Очки: 76                                     |     | Очки: 66 |  | УСК «Мирас», Казань |

Матч за 9-е місце
| 15 липня 2013 12:30 UTC+04:00 W44 | Звіт | Чилі                                            | vs. | Україна  |  | КСК «КАІ-Олімп», Казань |
| 15 липня 2013 12:30 UTC+04:00 W44 | Звіт | Рахунок за чвертями: 16:21, 21:23, 11:17, 24:24 |     |          |  | КСК «КАІ-Олімп», Казань |
| 15 липня 2013 12:30 UTC+04:00 W44 | Звіт | Очки: 72                                        |     | Очки: 85 |  | КСК «КАІ-Олімп», Казань |

### Бокс
Результати змагань з боксу.

#### Чоловіки
| Спортсмен           | Вагова категорія | Раунд 1/16                      | Чвертьфінал                        | Півфінал                       | Фінал                          | Фінал        |              |
| Спортсмен           | Вагова категорія | Суперник Результат              | Суперник Результат                 | Суперник Результат             | Суперник Результат             | Місце        |              |
| ------------------- | ---------------- | ------------------------------- | ---------------------------------- | ------------------------------ | ------------------------------ | ------------ | ------------ |
| Денис Козарук       | До 49 кг         | Ґанхуяк (MGL) Поразка 3-0       | Не проходить                       | Не проходить                   | Не проходить                   | Не проходить |              |
| Олександр Шепелюк   | До 52 кг         | Елаваді Рамі (EGY) Перемога 2-1 | Жасурбек Латипов (UZB) Поразка 2-1 | Не проходить                   | Не проходить                   | Не проходить |              |
| Іван Ільницький     | До 56 кг         | Рустамов (KAZ) Поразка 3-0      | Не проходить                       | Не проходить                   | Не проходить                   | Не проходить |              |
| Дмитро Руденко      | До 60 кг         | Рамлавс (CZE) Перемога 3-0      | Дорйнямбуу (MGL) Поразка 3-0       | Не проходить                   | Не проходить                   | Не проходить |              |
| Денис Берінчик      | До 64 кг         | Чладек (CZE) Перемога 3-0       | Амирзаков (KAZ) Перемога 3-0       | Бутаєв (RUS) Поразка 3-0       | Н/Д                            | 3            |              |
| Дмитро Митрофанов   | До 75 кг         | Дладла (RSA) Перемога 3-0       | Чеботарьов (RUS) Перемога 2-1      | Нармандах (MGL) Перемога 3-0   | Абдугофуров (UZB) Перемога 3-0 | 1            |              |
| Олександр Гвоздик   | До 81 кг         | Карлсон (EST) Перемога 3-0      | Кім (KOR) Перемога TKO R3 0:45     | Даугалявець (BLR) Перемога 3-0 | Бівол (RUS) Перемога WO        | 1            |              |
| Геворг Манукян      | До 91 кг         | Чладек (KAZ) Перемога 2-1       | Тищенко (RUS) Поразка 3-0          | Не проходить                   | Не проходить                   | Не проходить |              |
| Ростислав Архипенко | Понад 91 кг      | Н/Д                             | Омаров (RUS) Поразка 3-0           | Не проходить                   | Не проходить                   | Не проходить | Не проходить |

### Боротьба
Результати змагань з боротьби.

#### Чоловіки
Вільна боротьба
| Спортсмен               | Категорія | 1/32 фіналу               | 1/16 фіналу                   | Чвертьфінал                  | Півфінал                    | Фінал                       | Фінал        |
| Спортсмен               | Категорія | Суперник Результат        | Суперник Результат            | Суперник Результат           | Суперник Результат          | Суперник Результат          | Місце        |
| ----------------------- | --------- | ------------------------- | ----------------------------- | ---------------------------- | --------------------------- | --------------------------- | ------------ |
| Любомир Литвинчук       | До 55 кг  | Н/Д                       | Дайлак (TUR) Поразка 0-3      | Не проходить                 | Не проходить                | Не проходить                | Не проходить |
| Василь Шуптар           | До 60 кг  | Н/Д                       | Асселестін (CAN) Перемога 4-0 | Графф (USA) Перемога 3-1     | Гойгереєв (RUS) Поразка 0-4 | Р'янг (PRK) Перемога 4-0    | 3            |
| Семен Радулов           | До 66 кг  | Обзера (SVK) Перемога 4-0 | Танака (JPN) Перемога 3-1     | Афанасьєв (BLR) Перемога 4-0 | Сафарян (ARM) Поразка 1-3   | Наврузов (UZB) Перемога 4-1 | 3            |
| Ростислав Первачук      | До 74 кг  | Н/Д                       | Гуляс (HUN) Перемога 3-1      | Заур (SRB) Поразка 0-4       | Не проходить                | Не проходить                | Не проходить |
| Віталій Гончар          | До 84 кг  | Н/Д                       | Сафаралі (TJK) Поразка 1-3    | Не проходить                 | Не проходить                | Не проходить                | Не проходить |
| Павло Олійник           | До 96 кг  | Н/Д                       | Оздемір (TUR) Перемога 4-0    | Рустам (TJK) Перемога 4-0    | Джумаєв (KAZ) Перемога 4-0  | Гадисов (RUS) Поразка 0-4   | 2            |
| Олександр Хостянівський | До 120 кг | Н/Д                       | Дубко (BLR) Перемога 5-0      | Фортуне (USA) Перемога 3-1   | Айял (KGZ) Перемога 4-0     | Акгуль (TUR) Поразка 0-4    | 2            |

Греко-римська боротьба
| Сергій Дзюба | До 55 кг  | Н/Д                        | Танакура (JPN) Поразка 0-4 | Не проходить                   | Не проходить              | Не проходить                | Не проходить |              |              |
| Дмитро Писар | До 60 кг  | Н/Д                        | Нурбахш (IRI) Поразка 0-4  | Не проходить                   | Не проходить              | Не проходить                | Не проходить |              |              |
| Роман Гайдук | До 74 кг  | Н/Д                        | Н/Д                        | Зайлобидінов (UZB) Поразка 1-3 | Не проходить              | Не проходить                | Не проходить |              |              |
| Жан Беленюк  | До 84 кг  | Атем (TUR) Перемога 3-1    | Мічалік (POL) Перемога 3-1 | Роква (GEO) Перемога 3-1       | Манукян (ARM) Поразка 0-5 | Туршинов (KAZ) Перемога 3-1 | 3            |              |              |
| Роман Гайдук | До 96 кг  | Казак (MDA) Перемога 3-0   | Грабовік (BLR) Поразка 1-3 | Не проходить                   | Не проходить              | Не проходить                | Не проходить | Не проходить |              |
| Ігор Дідик   | До 120 кг | Рамонов (KGZ) Перемога 4-0 | Каяалп (TUR) Поразка 0-3   | Тиналієв (KAZ) Поразка 0-4     | Не проходить              | Не проходить                | Не проходить | Не проходить | Не проходить |

#### Жінки
Вільна боротьба
| Спортсмен         | Категорія | 1/16 фіналу                        | Чвертьфінал                    | Півфінал                     | Фінал                      | Фінал        |              |
| Спортсмен         | Категорія | Суперник Результат                 | Суперник Результат             | Суперник Результат           | Суперник Результат         | Місце        |              |
| ----------------- | --------- | ---------------------------------- | ------------------------------ | ---------------------------- | -------------------------- | ------------ | ------------ |
| Марія Лівач       | До 48 кг  | Рижова (BLR) Перемога 4-0          | Грюнвальд (FRA) Перемога 4-0   | Багомедова (AZE) Поразка 1-3 | Крембл (CAN) Перемога 4-0  | 3            |              |
| Юлія Благіня      | До 51 кг  | Бустабад Гарсія (ESP) Перемога 4-0 | Ілінен (FIN) Перемога 4-1      | Суґавара (JPN) Поразка 1-3   | Дороган (AZE) Перемога 4-1 | 3            |              |
| Юлія Благіня      | До 55 кг  | Мічалак (POL) Перемога 5-0         | Мартинакова (CZE) Перемога 4-1 | Хванг (PRK) Перемога 3-1     | Коблова (RUS) Поразка 4-0  | 2            |              |
| Тетяна Омельченко | До 59 кг  | Барка (HUN) Поразка 1-3            | Не проходить                   | Не проходить                 | Не проходить               | Не проходить | Не проходить |
| Ганна Василенко   | До 63 кг  | Мамашук (BLR) Поразка 0-5          | Не проходить                   | Не проходить                 | Не проходить               | Не проходить | Не проходить |
| Аліна Стаднік     | До 67 кг  | Чен (TPE) Перемога 5-0             | Бабушкіна (RUS) Перемога 5-0   | Осгірбат (MGL) Поразка 1-3   | Карлсон (USA) Перемога 4-0 | 3            |              |
| Юлія Лавренюк     | До 72 кг  | Робертс (USA) Поразка 0-4          | Левченко (BLR) Поразка 1-4     | Не проходить                 | Не проходить               | Не проходить |              |

### Боротьба на поясах
Результати змагань з боротьби на поясах.

#### Чоловіки
Класичний стиль (кореш)
| Спортсмен         | Категорія   | 1/16 фіналу                   | Чвертьфінал                  | Півфінал                      | Фінал              | Фінал        |
| Спортсмен         | Категорія   | Суперник Результат            | Суперник Результат           | Суперник Результат            | Суперник Результат | Місце        |
| ----------------- | ----------- | ----------------------------- | ---------------------------- | ----------------------------- | ------------------ | ------------ |
| Даман Сагалов     | До 60 кг    | Міннебаєв (RUS) Поразка 0-4   | Не проходить                 | Не проходить                  | Не проходить       | Не проходить |
| Костянтин Тарасов | До 70 кг    | Діалло (GUI) Перемога 4-0     | Філанович (BLR) Перемога 4-0 | Гініятуллін (RUS) Поразка 4-0 | Не проходить       | 3            |
| Юрій Сірий        | До 80 кг    | Баррі (GUI) Перемога 4-0      | Галієв (RUS) Поразка 4-0     | Не проходить                  | Не проходить       | Не проходить |
| Леонід Рябчун     | До 90 кг    | Гокбайрак (TUR) Перемога 4-0  | Кібрік (ISR) Перемога 4-0    | Прадуха (BLR) Поразка 4-0     | Не проходить       | 3            |
| Андрій Куник      | До 100 кг   | Келсинбеков (KGZ) Поразка 4-0 | Не проходить                 | Не проходить                  | Не проходить       | Не проходить |
| Андрій Нікітченко | Понад 60 кг | Зігмас (LTU) Перемога 4-0     | Рудельсон (ISR) Поразка 4-0  | Не проходить                  | Не проходить       | Не проходить |

Вільний стиль
| Спортсмен           | Категорія    | 1/16 фіналу                  | Чвертьфінал                    | Півфінал                    | Фінал                         | Фінал        |              |
| Спортсмен           | Категорія    | Суперник Результат           | Суперник Результат             | Суперник Результат          | Суперник Результат            | Місце        |              |
| ------------------- | ------------ | ---------------------------- | ------------------------------ | --------------------------- | ----------------------------- | ------------ | ------------ |
| Дмитро Косенок      | До 62 кг     | Міров (TJK) Перемога 4-1     | Алієв (AZE) Перемога 5-0       | Мкртчян (ARM) Перемога 5-0  | Аннамирадов (TKM) Поразка 0-4 | 2            |              |
| Умер Белялов        | До 68 кг     | Єраносян (ARM) Перемога 3-0  | Цогбадрах (MGL) Перемога 4-1   | Лайпанов (RUS) Поразка 0-5  | Лешков (KAZ) Перемога 5-0     | 3            |              |
| Михайло Лозовий     | До 75 кг     | Беслега (MDA) Поразка 0-4    | Не проходить                   | Не проходить                | Не проходить                  | Не проходить |              |
| Еннан Сеферов       | До 82 кг     | Н/Д                          | Датунашвілі (GEO) Перемога 4-1 | Ермекбаєв (KAZ) Поразка 0-5 | Не проходить                  | Не проходить | Не проходить |
| Валерій Комар       | До 90 кг     | Тосмуротов (TJK) Поразка 0-5 | Не проходить                   | Не проходить                | Не проходить                  | Не проходить |              |
| Валерій Довгань     | До 100 кг    | Н/Д                          | Ханаєв (TKM) Поразка 0-5       | Не проходить                | Не проходить                  | Не проходить |              |
| Олександр Гордієнко | Понад 100 кг | Н/Д                          | Юмаєв (TKM) Перемога 5-0       | Варонка (BLR) Перемога 5-0  | Болдурев (MGL) Поразка 0-5    | 2            |              |

#### Жінки
Вільний стиль
| Спортсмен         | Категорія | Чвертьфінал                  | Півфінал                    | Фінал              | Фінал        |
| Спортсмен         | Категорія | Суперник Результат           | Суперник Результат          | Суперник Результат | Місце        |
| ----------------- | --------- | ---------------------------- | --------------------------- | ------------------ | ------------ |
| Людмила Матюшенко | До 52 кг  | Керімова (AZE) Поразка 0-3   | Ерболова (KAZ) Поразка 1-4  | Не проходить       | Не проходить |
| Марина Чернишева  | До 66 кг  | Ємеляненко (RUS) Поразка 0-5 | Гаїтбаєва (TKM) Поразка 0-5 | Не проходить       | Не проходить |
| Людмила Нікітіна  | До 76 кг  | Абе (JPN) Поразка 1-4        | М'ягмар (MGL) Перемога 1-4  | Не проходить       | 3            |

### Важка атлетика
Результати змагань з важкої атлетики.

#### Чоловіки
| Спортсмен           | Категорія    | Ривок        | Ривок        | Ривок        | Ривок        | Ривок        | Поштовх      | Поштовх      | Поштовх      | Поштовх      | Поштовх      | Сума         | Місце        |
| Спортсмен           | Категорія    | 1            | 2            | 3            | Результат    | Місце        | 1            | 2            | 3            | Результат    | Місце        | Сума         | Місце        |
| ------------------- | ------------ | ------------ | ------------ | ------------ | ------------ | ------------ | ------------ | ------------ | ------------ | ------------ | ------------ | ------------ | ------------ |
| Артур Тютюнник      | До 56 кг     | 92           | 97           | 100          | 97           | 12           | 120          | 125          | 130          | 125          | 11           | 222          | 11           |
| Богдан Токар        | До 69 кг     | Не стартував | Не стартував | Не стартував | Не стартував | Не стартував | Не стартував | Не стартував | Не стартував | Не стартував | Не стартував | Не стартував | Не стартував |
| Іван Рогач          | До 85 кг     | 145          | 145          | 145          | 145          | 13           | 172          | 177          | 180          | 177          | 10           | 322          | 10           |
| Дмитро Чумак        | До 94 кг     | Не стартував | Не стартував | Не стартував | Не стартував | Не стартував | Не стартував | Не стартував | Не стартував | Не стартував | Не стартував | Не стартував | Не стартував |
| Василь Пилипенко    | До 105 кг    | 155          | 160          | 165          | 160          | 12           | 190          | 197          | 197          | 197          | 11           | 357          | 10           |
| Олексій Пономаренко | До 105 кг    | 155          | 155          | 156          | Вибув        | Вибув        | Вибув        | Вибув        | Вибув        | Вибув        | Вибув        | Вибув        | Вибув        |
| Ігор Шимечко        | Понад 105 кг | 178          | 183          | 183          | 178          | 8            | 207          | 207          | 211          | 207          | 9            | 385          | 9            |
| Денис Смородінов    | Понад 105 кг | 175          | 175          | 182          | 182          | 6            | 205          | 210          | 210          | 205          | 10           | 387          | 8            |

#### Жінки
| Спортсмен        | Категорія | Ривок         | Ривок         | Ривок         | Ривок         | Ривок         | Поштовх       | Поштовх       | Поштовх       | Поштовх       | Поштовх       | Сума          | Місце         |
| Спортсмен        | Категорія | 1             | 2             | 3             | Результат     | Місце         | 1             | 2             | 3             | Результат     | Місце         | Сума          | Місце         |
| ---------------- | --------- | ------------- | ------------- | ------------- | ------------- | ------------- | ------------- | ------------- | ------------- | ------------- | ------------- | ------------- | ------------- |
| Дар'я Пономарова | До 48 кг  | 62            | 65            | 67            | 67            | 7             | 76            | 79            | 81            | 79            | 9             | 146           | 7             |
| Анастасія Келар  | До 58 кг  | Не стартувала | Не стартувала | Не стартувала | Не стартувала | Не стартувала | Не стартувала | Не стартувала | Не стартувала | Не стартувала | Не стартувала | Не стартувала | Не стартувала |
| Марія Хлян       | До 69 кг  | 92            | 96            | 100           | 96            | 4             | 112           | 117           | 120           | 117           | 4             | 213           | 4             |
| Любов Берестова  | До 69 кг  | 81            | 84            | 84            | 84            | 13            | 104           | 107           | 108           | 104           | 11            | 188           | 11            |

### Веслування на байдарках і каное
Результати змагань із веслування на байдарках і каное.

#### Чоловіки
| Спортсмен                                                      | Дисципліна              | Попередній заїзд | Попередній заїзд | Півфінал | Півфінал | Фінал    | Фінал |
| Спортсмен                                                      | Дисципліна              | Час              | Місце            | Час      | Місце    | Час      | Місце |
| -------------------------------------------------------------- | ----------------------- | ---------------- | ---------------- | -------- | -------- | -------- | ----- |
| Ігор Іванченко Дмитро Борзуков                                 | Байдарка-двійка 1000 м  | 3:40.138         | 5                | 3:55.231 | 3        | 3:47.281 | 9     |
| Максим Більченко Олександр Сенкевич Євген Карабута Ігор Трунов | Байдарка-четвірка 200 м | 32.196           | 1                | Н/Д      | Н/Д      | 30.611   | 2     |
| Дмитро Борзуков Кирило Черноморов Євген Карабута Ігор Трунов   | Байдарка-четвірка 500 м | 1:29.437         | 2                | Н/Д      | Н/Д      | 1:26.458 | 4     |
| Денис Камерилов Віталій Вергелес                               | Каное-двійка 500 м      | Н/Д              | Н/Д              | Н/Д      | Н/Д      | 1:48.310 | 5     |
| Юрій Вандюк Андрій Рибачок                                     | Каное-двійка 1000 м     | Н/Д              | Н/Д              | Н/Д      | Н/Д      | 3:53.545 | 4     |
| Денис Камерилов Віталій Вергелес Едуард Шеметило Дмитро Янчук  | Каное-четвірка 500 м    | Н/Д              | Н/Д              | Н/Д      | Н/Д      | 1:38.868 | 2     |
| Денис Камерилов Віталій Вергелес Едуард Шеметило Дмитро Янчук  | Каное-четвірка 1000 м   | Н/Д              | Н/Д              | Н/Д      | Н/Д      | 3:37.893 | 1     |

#### Жінки
| Спортсмен                                                | Дисципліна              | Попередній заїзд | Попередній заїзд | Півфінал      | Півфінал      | Фінал            | Фінал            |
| Спортсмен                                                | Дисципліна              | Час              | Місце            | Час           | Місце         | Час              | Місце            |
| -------------------------------------------------------- | ----------------------- | ---------------- | ---------------- | ------------- | ------------- | ---------------- | ---------------- |
| Дар'я Кучеренко                                          | Байдарка-одиночка 200 м | 46.761           | 8                | 47.528        | 6             | Завершила виступ | Завершила виступ |
| Марія Повх                                               | Байдарка-одиночка 200 м | Не стартувала    | Не стартувала    | Не стартувала | Не стартувала | Не стартувала    | Не стартувала    |
| Влада Косицька Ольга Павлік                              | Байдарка-двійка 200 м   | 41.577           | 4                | 44.694        | 2             | 39.388           | 6                |
| Марія Кічасова Анастасія Тодорова Інна Грищун Марія Повх | Байдарка-четвірка 200 м | Н/Д              | Н/Д              | Н/Д           | Н/Д           | 36.561           | 5                |

### Волейбол
Результати змагань з волейболу.

#### Чоловіки
Чоловіча команда України змагалась у групі B.
Склад команди
| 1  | Костянтин Рябуха   | 29 квітня 1988 (25)    | 2,03 м |
| 2  | Ян Єрещенко        | 6 квітня 1990 (23)     | 1,97 м |
| 3  | Дмитро Шоркін      | 16 грудня 1989 (25)    | 1,90 м |
| 4  | Руслан Юшкевич     | 22 серпня 1985 (27)    | 2,00 м |
| 5  | Андрій Тупчій      | 14 листопада 1986 (26) | 2,02 м |
| 6  | Олексій Клямар     | 11 квітня 1987 (25)    | 1,92 м |
| 7  | Дмитро Сторожилов  | 1 червня 1986 (25)     | 1,98 м |
| 8  | Кирило П'юн        | 10 травня 1989 (24)    | 2,14 м |
| 9  | Микола Мороз       | 19 грудня 1992 (20)    | 2,04 м |
| 10 | Олександр Дмитрієв | 20 липня 1987 (25)     | 1,98 м |
| 11 | Роман Приходько    | 28 березня 1985 (27)   | 1,95 м |
| 12 | Олександр Жуматій  | 3 квітня 1988 (25)     | 1,93 м |

Груповий етап
|       |         |      | Матчів | Матчів | Сети | Сети | Сети  | М'ячі | М'ячі | М'ячі |
| Місце | Команда | Очки | В      | П      | В    | П    | В:П   | В     | П     | В:П   |
| ----- | ------- | ---- | ------ | ------ | ---- | ---- | ----- | ----- | ----- | ----- |
| 1     | Україна | 8    | 3      | 0      | 9    | 3    | 3.000 | 287   | 250   | 1.148 |
| 2     | Японія  | 5    | 1      | 2      | 7    | 6    | 1.167 | 281   | 278   | 1.011 |
| 3     | Таїланд | 3    | 1      | 2      | 6    | 8    | 0.750 | 298   | 299   | 0.997 |
| 4     | Латвія  | 2    | 1      | 2      | 3    | 8    | 0.375 | 213   | 252   | 0.845 |

| Дата     | Час   |         | Рахунок |         | Сет 1 | Сет 2 | Сет 3 | Сет 4 | Сет 5 | Всього  | Звіт |
| -------- | ----- | ------- | ------- | ------- | ----- | ----- | ----- | ----- | ----- | ------- | ---- |
| 6 липня  | 13:00 | Латвія  | 0-3     | Україна | 19-25 | 20-25 | 14-25 |       |       | 53-75   | P2P3 |
| 7 липня  | 18:00 | Україна | 3-1     | Таїланд | 27-25 | 25-15 | 21-25 | 25-23 |       | 98-88   | P2P3 |
| 10 липня | 18:00 | Японія  | 2-3     | Україна | 25-23 | 21-25 | 25-21 | 20-25 | 18-20 | 109-114 | P2P3 |

Чвертьфінал
| Дата     | Час   |         | Рахунок |        | Сет 1 | Сет 2 | Сет 3 | Сет 4 | Сет 5 | Всього | Звіт |
| -------- | ----- | ------- | ------- | ------ | ----- | ----- | ----- | ----- | ----- | ------ | ---- |
| 13 липня | 18:00 | Україна | 3-0     | Канада | 25-21 | 25-23 | 25-23 |       |       | 75-67  | P2P3 |

Півфінал
| Дата     | Час   |        | Рахунок |         | Сет 1 | Сет 2 | Сет 3 | Сет 4 | Сет 5 | Всього  | Звіт |
| -------- | ----- | ------ | ------- | ------- | ----- | ----- | ----- | ----- | ----- | ------- | ---- |
| 14 липня | 18:00 | Польща | 3-2     | Україна | 26-24 | 25-27 | 25-18 | 22-25 | 15-8  | 113-102 | P2P3 |

Матч за бронзові нагороди
| Дата     | Час   |        | Рахунок |         | Сет 1 | Сет 2 | Сет 3 | Сет 4 | Сет 5 | Всього | Звіт |
| -------- | ----- | ------ | ------- | ------- | ----- | ----- | ----- | ----- | ----- | ------ | ---- |
| 16 липня | 17:00 | Японія | 3-0     | Україна | 25-15 | 26-24 | 25-23 |       |       | 76-62  | P2P3 |

Підсумкове місце — 4

### Гімнастика

#### Спортивна гімнастика

##### Чоловіки
Фінальні командні виступи та кваліфікація на індивідуальні виступи
| Спортсмен        | Змагання          | Снаряд        | Снаряд   | Снаряд   | Снаряд          | Снаряд   | Снаряд        | Сума    | Місце |
| Спортсмен        | Змагання          | Вільні вправи | Кінь     | Кільця   | Опорний стрибок | Бруси    | Перекла- дина | Сума    | Місце |
| ---------------- | ----------------- | ------------- | -------- | -------- | --------------- | -------- | ------------- | ------- | ----- |
| Олег Верняєв     | Командна першість | 15,100 Q      | 15,650 Q | 14,950   | 14,500          | 15,900 Q | 14,400        | 90,500  | 1 Q   |
| Олег Степко      | Командна першість | 14,700        | 15,500 Q | 14,900   | 14,950          | 15,700 Q | 14,300        | 90,050  | 3 Q   |
| Ігор Радівілов   | Командна першість | Н/Д           | Н/Д      | 15,300 Q | 15,250 Q        | Н/Д      | Н/Д           | Н/Д     | Н/Д   |
| Петро Пахнюк     | Командна першість | 14,150        | 13,300   | 14,350   | 13,650          | 14,100   | 14,500        | 84,050  | 23 *  |
| Максим Сем'янків | Командна першість | 14,150        | 14,800   | Н/Д      | Н/Д             | 14,800   | 14,900 Q      | Н/Д     | Н/Д   |
| Всього           | Командна першість | 43,950        | 45,950   | 45,150   | 44,700          | 46,400   | 43,800        | 269,950 | 2     |

* — Петро Пахнюк увійшов до списку кваліфікованих, але не зміг взяти участь у фінальних змаганнях з абсолютної першості оскільки одну країну у фінальній частині мужуть представляти не більше двох спортсменів.
Індивідуальні фінальні виступи
| Спортсмен        | Змагання           | Снаряд        | Снаряд | Снаряд | Снаряд          | Снаряд | Снаряд        | Сума   | Місце |
| Спортсмен        | Змагання           | Вільні вправи | Кінь   | Кільця | Опорний стрибок | Бруси  | Перекла- дина | Сума   | Місце |
| ---------------- | ------------------ | ------------- | ------ | ------ | --------------- | ------ | ------------- | ------ | ----- |
| Олег Верняєв     | Абсолютна першість | 15,150        | 13,600 | 15,250 | 15,000          | 16,000 | 14,600        | 89,600 | 3     |
| Олег Верняєв     | Вільні вправи      | 13,025        | Н/Д    | Н/Д    | Н/Д             | Н/Д    | Н/Д           | 13,025 | 8     |
| Олег Верняєв     | Кінь               | Н/Д           | 14,775 | Н/Д    | Н/Д             | Н/Д    | Н/Д           | 14,775 | 4     |
| Олег Верняєв     | Бруси              | Н/Д           | Н/Д    | Н/Д    | Н/Д             | 15,575 | Н/Д           | 15,575 | 3     |
| Олег Степко      | Абсолютна першість | 13,500        | 15,000 | 14,800 | 14,950          | 16,050 | 14,350        | 88,650 | 6     |
| Олег Степко      | Кінь               | Н/Д           | 14,850 | Н/Д    | Н/Д             | Н/Д    | Н/Д           | 14,850 | 3     |
| Олег Степко      | Бруси              | Н/Д           | Н/Д    | Н/Д    | Н/Д             | 15,575 | Н/Д           | 14,950 | 6     |
| Ігор Радівілов   | Кільця             | Н/Д           | Н/Д    | 15,525 | Н/Д             | Н/Д    | Н/Д           | 15,525 | 3     |
| Ігор Радівілов   | Опорний стрибок    | Н/Д           | Н/Д    | Н/Д    | 15,237          | Н/Д    | Н/Д           | 15,237 | 3     |
| Максим Сем'янків | Перекладина        | Н/Д           | Н/Д    | Н/Д    | Н/Д             | Н/Д    | 14,975        | 14,975 | 5     |

##### Жінки
Фінальні командні виступи та кваліфікація на індивідуальні виступи
| Спортсмен           | Змагання          | Снаряд        | Снаряд | Снаряд   | Снаряд          | Сума    | Місце |
| Спортсмен           | Змагання          | Вільні вправи | Колода | Бруси    | Опорний стрибок | Сума    | Місце |
| ------------------- | ----------------- | ------------- | ------ | -------- | --------------- | ------- | ----- |
| Яна Дем'янчук       | Командна першість | Н/Д           | 12,600 | 11,400   | Н/Д             | Н/Д     | Н/Д   |
| Валентина Голенкова | Командна першість | 11,850        | 11,150 | Н/Д      | 12,250          | Н/Д     | Н/Д   |
| Марина Костюченко   | Командна першість | 12,350        | Н/Д    | 13,450 Q | 12,750          | Н/Д     | Н/Д   |
| Ангеліна Кисла      | Командна першість | 13,550 Q      | 12,200 | 13,400   | 13,900          | 53,050  | 8 Q   |
| Вікторія Ошуркова   | Командна першість | 11,450        | 11,500 | 10,250   | 12,950          | 46,150  |       |
| Всього              | Командна першість | 37,750        | 36,300 | 38,250   | 39,600          | 151,900 | 8     |

Індивідуальні фінальні виступи
| Спортсмен         | Змагання           | Снаряд        | Снаряд | Снаряд | Снаряд          | Сума   | Місце |
| Спортсмен         | Змагання           | Вільні вправи | Колода | Бруси  | Опорний стрибок | Сума   | Місце |
| ----------------- | ------------------ | ------------- | ------ | ------ | --------------- | ------ | ----- |
| Марина Костюченко | Бруси              | Н/Д           | Н/Д    | 11,775 | Н/Д             | 11,775 | 8     |
| Ангеліна Кисла    | Абсолютна першість | 13,000        | 12,350 | 13,000 | 13,750          | 52,100 | 13    |
| Ангеліна Кисла    | Вільні вправи      | 13,225        | Н/Д    | Н/Д    | Н/Д             | 13,225 | 7     |

#### Художня гімнастика
Індивідуальні змагання
Відбір на індивідуальні дисципліни відбувався за підсумками індивідуального багатоборства.
| Спортсмен         | Дисципліна                  | Фінал    | Фінал    | Фінал    | Фінал    | Сума очок | Місце |
| Спортсмен         | Дисципліна                  | Обруч    | М'яч     | Булави   | Стрічка  | Сума очок | Місце |
| ----------------- | --------------------------- | -------- | -------- | -------- | -------- | --------- | ----- |
| Аліна Максименко  | Індивідуальне багатоборство | 17,683 Q | 17,700 Q | 17,600 Q | 17,466 Q | 70,449    | 4     |
| Аліна Максименко  | Обруч                       | 17,833   | Н/Д      | Н/Д      | Н/Д      | 17,833    | 3     |
| Аліна Максименко  | М'яч                        | Н/Д      | 17,300   | Н/Д      | Н/Д      | 17,300    | 7     |
| Аліна Максименко  | Булави                      | Н/Д      | Н/Д      | 17,950   | Н/Д      | 17,950    | 2     |
| Аліна Максименко  | Стрічки                     | Н/Д      | Н/Д      | Н/Д      | 17,633   | 17,633    | 4     |
| Ганна Різатдінова | Індивідуальне багатоборство | 17,900 Q | 17,300 Q | 17,700 Q | 17,750 Q | 70,650    | 3     |
| Ганна Різатдінова | Обруч                       | 17,833   | Н/Д      | Н/Д      | Н/Д      | 17,833    | 3     |
| Ганна Різатдінова | М'яч                        | Н/Д      | 17,800   | Н/Д      | Н/Д      | 17,800    | 3     |
| Ганна Різатдінова | Булави                      | Н/Д      | Н/Д      | 17,950   | Н/Д      | 17,950    | 2     |
| Ганна Різатдінова | Стрічки                     | Н/Д      | Н/Д      | Н/Д      | 17,533   | 17,533    | 6     |

Командні змагання
| Склад                                                                                            | Дисципліна                              | Фінал      | Фінал      | Фінал  | Фінал | Сума очок | Місце |
| Склад                                                                                            | Дисципліна                              | 1-10 булав | 1-10 булав | 3 + 2  | 3 + 2 | Сума очок | Місце |
| Склад                                                                                            | Дисципліна                              | Очки       | Місце      | Очки   | Місце | Сума очок | Місце |
| ------------------------------------------------------------------------------------------------ | --------------------------------------- | ---------- | ---------- | ------ | ----- | --------- | ----- |
| Олена Дмитраш Євгенія Гомон Олександра Грідасова Валерія Гудим Вікторія Мазур Світлана Прокопова | Групове багатоборство                   | 16,866     | 2          | 15,733 | 3     | 32,599    | 2     |
| Олена Дмитраш Євгенія Гомон Олександра Грідасова Валерія Гудим Вікторія Мазур Світлана Прокопова | Групові вправи з предметами 1-10 булав  | 16,533     | 3          | Н/Д    | Н/Д   | 16,533    | 3     |
| Олена Дмитраш Євгенія Гомон Олександра Грідасова Валерія Гудим Вікторія Мазур Світлана Прокопова | Групові вправи з предметами 2 — «3 + 2» | Н/Д        | Н/Д        | 16,200 | 3     | 16,200    | 3     |

### Дзюдо
Результати змагань із дзюдо.

### Легка атлетика
Результати змагань із легкої атлетики.
Чоловіки
Бігові та шосейні дисципліни
| Спортсмен                                              | Дисципліна                     | Забіги    | Забіги | Чвертьфінали | Чвертьфінали | Півфінали  | Півфінали  | Фінал      | Місце      |
| Спортсмен                                              | Дисципліна                     | Результат | Місце  | Результат    | Місце        | Результат  | Місце      | Результат  | Місце      |
| ------------------------------------------------------ | ------------------------------ | --------- | ------ | ------------ | ------------ | ---------- | ---------- | ---------- | ---------- |
| Віталій Корж                                           | 100 м                          | 10,50     | 2      | DQ           | DQ           | Н/Д        | Н/Д        | Н/Д        | Н/Д        |
| Ігор Бодров                                            | 100 м                          | 10,49     | 2      | 10,32        | 2            | 10,36      | 3          | 10,29      | 5          |
| Сергій Смелик                                          | 100 м                          | 10,47     | 1      | 10,25 PB     | 1            | 10,42      | 4          | 10,21 PB   | 4          |
| Віталій Корж Ігор Бодров Сергій Смелик Руслан Перестюк | естафета 4×100 м               | 38,75     | 1      | Н/Д          | Н/Д          | Н/Д        | Н/Д        | 38,56      | 1          |
| Руслан Перестюк                                        | 200 м                          | 21,67     | 3      | 21,82        | 7            | не пройшов | не пройшов | не пройшов | не пройшов |
| Руслан Дмитренко                                       | ходьба 20 км                   | Н/Д       | Н/Д    | Н/Д          | Н/Д          | Н/Д        | Н/Д        | 1:20.54    | 2          |
| Іван Лосев                                             | ходьба 20 км                   | Н/Д       | Н/Д    | Н/Д          | Н/Д          | Н/Д        | Н/Д        | 1:24.43    | 8          |
| Ігор Главан                                            | ходьба 20 км                   | Н/Д       | Н/Д    | Н/Д          | Н/Д          | Н/Д        | Н/Д        | 1:22.32 PB | 6          |
| Назар Коваленко                                        | ходьба 20 км                   | Н/Д       | Н/Д    | Н/Д          | Н/Д          | Н/Д        | Н/Д        | DQ         | —          |
| Руслан Дмитренко Іван Лосев Ігор Главан                | ходьба 20 км (командний залік) | Н/Д       | Н/Д    | Н/Д          | Н/Д          | Н/Д        | Н/Д        | 4:08.09    | 2          |

Технічні дисципліни
| Спортсмен       | Дисципліна        | Кваліфікація | Кваліфікація | Фінал     | Місце |
| Спортсмен       | Дисципліна        | Результат    | Місце        | Результат | Місце |
| --------------- | ----------------- | ------------ | ------------ | --------- | ----- |
| Андрій Проценко | стрибки у висоту  | 2,20         | 1            | 2,31 =PB  | 2     |
| Віктор Кузнєцов | потрійний стрибок | 16,31        | 1            | 17,01 SB  | 1     |

Жінки
Трекові і шосейні дисципліни
| Спортсменка                                                  | Дисципліна           | Забіги    | Забіги | Чвертьфінали | Чвертьфінали | Півфінали  | Півфінали  | Фінал       | Місце      |
| Спортсменка                                                  | Дисципліна           | Результат | Місце  | Результат    | Місце        | Результат  | Місце      | Результат   | Місце      |
| ------------------------------------------------------------ | -------------------- | --------- | ------ | ------------ | ------------ | ---------- | ---------- | ----------- | ---------- |
| Юлія Баралей                                                 | 400 м                | 53,81     | 4      | 53,50        | 7            | не пройшла | не пройшла | не пройшла  | не пройшла |
| Вікторія П'ятаченко                                          | 400 м                | DNS       | DNS    | DNS          | DNS          | DNS        | DNS        | DNS         | DNS        |
| Ольга Скрипак                                                | 10000 м              | Н/Д       | Н/Д    | Н/Д          | Н/Д          | Н/Д        | Н/Д        | 33.55,56 SB | 7          |
| Ольга Скрипак                                                | напівмарафон         | Н/Д       | Н/Д    | Н/Д          | Н/Д          | Н/Д        | Н/Д        | 1:15.25 PB  | 10         |
| Ольга Скрипак                                                | ходьба 20 км         | Н/Д       | Н/Д    | Н/Д          | Н/Д          | Н/Д        | Н/Д        | DNS         | DNS        |
| Анна Плотіцина                                               | 100 м з/б            | 13,10     | 2      | 13,04        | 4            | не пройшла | не пройшла | не пройшла  | не пройшла |
| Анна Тітімець                                                | 400 м з/б            | Н/Д       | Н/Д    | Н/Д          | Н/Д          | 55,38      | 1          | 54,64 PB    | 1          |
| Анна Ярощук                                                  | 400 м з/б            | Н/Д       | Н/Д    | Н/Д          | Н/Д          | 57,52      | 1          | 54,77 SB    | 2          |
| Світлана Шмідт                                               | 3000 м з перешкодами | Н/Д       | Н/Д    | Н/Д          | Н/Д          | Н/Д        | Н/Д        | —           | DQ         |
| Марія Рємєнь Олеся Повх Наталя Погребняк Вікторія П'ятаченко | естафета 4×100 м     | Н/Д       | Н/Д    | Н/Д          | Н/Д          | 42,88      | 1          | 42,77       | 1          |

Технічні дисципліни
| Спортсменка      | Дисципліна     | Фінал     | Місце |
| Спортсменка      | Дисципліна     | Результат | Місце |
| ---------------- | -------------- | --------- | ----- |
| Ірина Новожилова | метання молота | 62,04     | 10    |

### Настільний теніс
Результати змагань із настільного тенісу.

### Плавання
Результати змагань із плавання.

#### Чоловіки
| Спортсмен                                                   | Дисципліна                      | Попередній заплив | Попередній заплив | Півфінал    | Півфінал    | Фінал       | Фінал       |
| Спортсмен                                                   | Дисципліна                      | Час               | Місце             | Час         | Місце       | Час         | Місце       |
| ----------------------------------------------------------- | ------------------------------- | ----------------- | ----------------- | ----------- | ----------- | ----------- | ----------- |
| Олександр Шульга                                            | 100 м батерфляєм                | 56.42             | 7                 | Не пройшов  | Не пройшов  | Не пройшов  | Не пройшов  |
| Олександр Шульга                                            | 200 м батерфляєм                | 2:00.77           | 1                 | 2:00.38     | 8           | Не пройшов  | Не пройшов  |
| Олександр Шульга                                            | 200 м комплексом                | 2:09.10           | 8                 | Не пройшов  | Не пройшов  | Не пройшов  | Не пройшов  |
| Олексій Іванов                                              | 50 м батерфляєм                 | 25.22             | 8                 | Не пройшов  | Не пройшов  | Не пройшов  | Не пройшов  |
| Олексій Іванов                                              | 100 м батерфляєм                | 53.93             | 8                 | Не пройшов  | Не пройшов  | Не пройшов  | Не пройшов  |
| Андрій Коваленко                                            | 50 м брасом                     | 28.60             | 8                 | Не пройшов  | Не пройшов  | Не пройшов  | Не пройшов  |
| Андрій Коваленко                                            | 100 м брасом                    | 1:02.84           | 7                 | Не пройшов  | Не пройшов  | Не пройшов  | Не пройшов  |
| Андрій Коваленко                                            | 200 м брасом                    | 2:20.77           | 8                 | Не пройшов  | Не пройшов  | Не пройшов  | Не пройшов  |
| Олексій Рожков                                              | 50 м брасом                     | 30.37             | 5                 | Не пройшов  | Не пройшов  | Не пройшов  | Не пройшов  |
| Олексій Рожков                                              | 100 м брасом                    | 1:04.21           | 7                 | Не пройшов  | Не пройшов  | Не пройшов  | Не пройшов  |
| Олексій Рожков                                              | 200 м брасом                    | 2:19.44           | 8                 | Не пройшов  | Не пройшов  | Не пройшов  | Не пройшов  |
| Юрій Єгошин                                                 | 100 м вільним стилем            | 50.88             | 6                 | Не пройшов  | Не пройшов  | Не пройшов  | Не пройшов  |
| Андрій Говоров                                              | 50 м батерфляєм                 | 22.74             | 3                 | 22.17       | 2           | 22.17       | 3           |
| Андрій Говоров                                              | 50 м вільним стилем             | 23.88             | 2                 | 23.27       | 1           | 23.28       | 1           |
| Андрій Говоров                                              | 100 м вільним стилем            | DNS               | DNS               | DNS         | DNS         | DNS         | DNS         |
| Сергій Варварук                                             | 50 м на спині                   | 26.90             | 5                 | Не пройшов  | Не пройшов  | Не пройшов  | Не пройшов  |
| Сергій Варварук                                             | 100 м на спині                  | 57.35             | 5                 | Не пройшов  | Не пройшов  | Не пройшов  | Не пройшов  |
| Сергій Варварук                                             | 200 м на спині                  | 2:03.91           | 5                 | Не пройшов  | Не пройшов  | Не пройшов  | Не пройшов  |
| Сергій Фролов                                               | 400 м вільним стилем            | 3:54.49           | 5                 | Не пройшов  | Не пройшов  | Не пройшов  | Не пройшов  |
| Сергій Фролов                                               | 800 м вільним стилем            | 8:01.02           | 2                 | Н/Д         | Н/Д         | 7:51.02     | 2           |
| Сергій Фролов                                               | 1500 м вільним стилем           | 15:14.17          | 2                 | Н/Д         | Н/Д         | 15:02.63    | 3           |
| Максим Шемберев                                             | 400 м комплексом                | 4:21.34           | 2                 | Н/Д         | Н/Д         | 4:19.44     | 5           |
| Максим Шемберев                                             | 1500 м вільним стилем           | 15:31.89          | 6                 | Не пройшов  | Не пройшов  | Не пройшов  | Не пройшов  |
| Антон Гончаров                                              | 200 м вільним стилем            | 3:56.51           | 6                 | Не пройшов  | Не пройшов  | Не пройшов  | Не пройшов  |
| Антон Гончаров                                              | 400 м вільним стилем            | 3:56.51           | 7                 | Не пройшов  | Не пройшов  | Не пройшов  | Не пройшов  |
| Антон Гончаров                                              | 800 м вільним стилем            | 8:13.19           | 5                 | Не пройшов  | Не пройшов  | Не пройшов  | Не пройшов  |
| Єгор Литвенок                                               | 200 м на спині                  | 2:04.77           | 6                 | Не пройшов  | Не пройшов  | Не пройшов  | Не пройшов  |
| Єгор Литвенок                                               | 200 м комплексом                | 2:04.49           | 6                 | Не пройшов  | Не пройшов  | Не пройшов  | Не пройшов  |
| Єгор Литвенок                                               | 400 м комплексом                | 4:42.62           | 8                 | Не пройшов  | Не пройшов  | Не пройшов  | Не пройшов  |
| Володимир Сущик                                             | 50 м на спині                   | DNS               | DNS               | DNS         | DNS         | DNS         | DNS         |
| Володимир Сущик                                             | 50 м брасом                     | не виступив       | не виступив       | не виступив | не виступив | не виступив | не виступив |
| Володимир Сущик                                             | 50 м вільним стилем             | 23.20             | 7                 | Не пройшов  | Не пройшов  | Не пройшов  | Не пройшов  |
| Олександр Шульга Юрій Єгошин Володимир Сущик Олексій Іванов | Естафета 4×100 м вільним стилем | 3:25.72           | 4                 | Не пройшли  | Не пройшли  | Не пройшли  | Не пройшли  |
|                                                             | Естафета 4×100 м комплексом     | 3:46.68           | 5                 | Не пройшли  | Не пройшли  | Не пройшли  | Не пройшли  |
| Володимир Воронко                                           | 10 км у відкритій воді          | Н/Д               | Н/Д               | Н/Д         | Н/Д         | 1:57:59.3   | 13          |
| Кирило Швець                                                | 10 км у відкритій воді          | Н/Д               | Н/Д               | Н/Д         | Н/Д         | 1:59:13.7   | 19          |

#### Жінки
| Спортсмен                                                             | Дисципліна                       | Попередній заплив | Попередній заплив | Півфінал     | Півфінал     | Фінал        | Фінал        |
| Спортсмен                                                             | Дисципліна                       | Час               | Місце             | Час          | Місце        | Час          | Місце        |
| --------------------------------------------------------------------- | -------------------------------- | ----------------- | ----------------- | ------------ | ------------ | ------------ | ------------ |
| Катерина Львова                                                       | 100 м батерфляєм                 | 1:01.65           | 7                 | Не пройшла   | Не пройшла   | Не пройшла   | Не пройшла   |
| Катерина Львова                                                       | 200 м батерфляєм                 | 2:17.54           | 3                 | 2:17.54      | 4            | Не пройшла   | Не пройшла   |
| Любов Король                                                          | 50 м батерфляєм                  | 27.74             | 7                 | Не пройшла   | Не пройшла   | Не пройшла   | Не пройшла   |
| Любов Король                                                          | 100 м батерфляєм                 | 1:01.53           | 6                 | Не пройшла   | Не пройшла   | Не пройшла   | Не пройшла   |
| Марія Лівер                                                           | 50 м брасом                      | 31.47             | 1                 | 31.16        | 2            | 31.44        | 5            |
| Марія Лівер                                                           | 100 м брасом                     | 1:10.14           | 5                 | 1:09.11      | 4            | 1:09.47      | 8            |
| Ганна Дзеркаль                                                        | 100 м вільним стилем             | 57.44             | 8                 | Не пройшла   | Не пройшла   | Не пройшла   | Не пройшла   |
| Ганна Дзеркаль                                                        | 200 м брасом                     | 2:35.96           | 5                 | Не пройшла   | Не пройшла   | Не пройшла   | Не пройшла   |
| Ганна Дзеркаль                                                        | 200 м батерфляєм                 | 2:19.05           | 5                 | 2:18.02      | 5            | Не пройшла   | Не пройшла   |
| Ганна Дзеркаль                                                        | 200 м комплексом                 | 2:17.27           | 4                 | 2:18.24      | 7            | Не пройшла   | Не пройшла   |
| Дарина Степанюк                                                       | 50 м на спині                    | 29.87             | 7                 | Не пройшла   | Не пройшла   | Не пройшла   | Не пройшла   |
| Дарина Степанюк                                                       | 50 м вільним стилем              | 25.85             | 5                 | 25.90        | 8            | Не пройшла   | Не пройшла   |
| Дарина Степанюк                                                       | 100 м вільним стилем             | 57.01             | 7                 | Не пройшла   | Не пройшла   | Не пройшла   | Не пройшла   |
| Дарина Зевіна                                                         | 50 м на спині                    | 29.02             | 2                 | 29.04        | 4            | 28.58        | 5            |
| Дарина Зевіна                                                         | 100 м на спині                   | 1:02.21           | 4                 | 1:01.21      | 3            | 1:01.00      | 4            |
| Дарина Зевіна                                                         | 200 м на спині                   | 2:13.01           | 2                 | 2:10.36      | 1            | 2:09.41      | 2            |
| Ірина Пікінер                                                         | 50 м на спині                    | Не виступила      | Не виступила      | Не виступила | Не виступила | Не виступила | Не виступила |
| Ірина Пікінер                                                         | 200 м вільним стилем             | Не виступила      | Не виступила      | Не виступила | Не виступила | Не виступила | Не виступила |
| Надія Коба                                                            | 50 м батерфляєм                  | 27.72             | 6                 | Не пройшла   | Не пройшла   | Не пройшла   | Не пройшла   |
| Надія Коба                                                            | 50 м вільним стилем              | 26.10             | 8                 | Не пройшла   | Не пройшла   | Не пройшла   | Не пройшла   |
| Дарина Зевіна Дарина Степанюк Ганна Дзеркаль Марія Лівер Любов Король | Естафета 4×100 метрів комплексом | 4:11.20           | 4                 | Н/Д          | Н/Д          | 4:10.34      | 7            |

### Регбі-7
Результати змагань із регбі-7.

#### Чоловіки
Чоловіча команда України змагалась у групі A.
Склад команди
| 1  | Владислав Ільницький | 3 січня 1995 (18)    | 1,70 м | 72 кг  |
| 2  | Даніель Адєєв        | 22 квітня 1994 (19)  | 1,82 м | 88 кг  |
| 3  | Євген Залєвський     | 21 жовтня 1991 (21)  | 1,92 м | 92 кг  |
| 4  | Юрій Міхальчук       | 7 травня 1991 (23)   | 1,80 м | 80 кг  |
| 5  | Володимир Войтов     | 10 серпня 1988 (24)  | 1,86 м | 85 кг  |
| 6  | Максим Ковалевський  | 10 серпня 1988 (24)  | 1,78 м | 83 кг  |
| 7  | Роман Коваленко      | 17 червня 1990 (23)  | 1,82 м | 102 кг |
| 8  | Мирослав Шуляк       | 10 жовтня 1993 (19)  | 1,86 м | 80 кг  |
| 9  | Назар Каліні         | 22 березня 1993 (20) | 1,84 м | 94 кг  |
| 10 | Максим Чураєв        | 28 липня 1988 (24)   | 1,88 м | 85 кг  |
| 11 | Владислав Демецький  | 18 травня 1993 (20)  | 1,92 м | 95 кг  |
| 12 | Олексій Гайдаржи     | 13 серпня 1993 (19)  | 1,82 м | 78 кг  |

Груповий етап
| Команда | І | В | Н | П | ОН  | ОП  | РО   | О |
| ------- | - | - | - | - | --- | --- | ---- | - |
| Росія   | 3 | 3 | 0 | 0 | 128 | 5   | +123 | 9 |
| Польща  | 3 | 2 | 0 | 1 | 63  | 53  | +10  | 7 |
| Канада  | 3 | 1 | 0 | 2 | 61  | 81  | −20  | 5 |
| Україна | 3 | 0 | 0 | 3 | 12  | 125 | −113 | 3 |

| 14 липня 2013 10:50 |

| Польща | 34-0 | Україна |
| ------ | ---- | ------- |
|        |      |         |

| "Тулпар", Казань |

| 14 липня 2013 14:52 |

| Росія | 45-0 | Україна |
| ----- | ---- | ------- |
|       |      |         |

| "Тулпар", Казань |

| 15 липня 2013 11:28 |

| Канада | 46-12 | Україна |
| ------ | ----- | ------- |
|        |       |         |

| "Тулпар", Казань |

Матч за 9-16 місця
| 15 липня 2013 19:44 |

| Бразилія | 17-0 | Україна |
| -------- | ---- | ------- |
|          |      |         |

| "Тулпар", Казань |

Матч за 13-15 місця
| 16 липня 2013 15:28 |

| Україна | 19-45 | Намібія |
| ------- | ----- | ------- |
|         |       |         |

| "Тулпар", Казань |

Підсумкове місце — 15

#### Жінки
Жіноча команда України змагалась у групі A.
Склад команди
| 1  | Марина Бородіна      |  | 1,65 м | 56 кг |
| 2  | Анастасія Гонтар     |  | 1,64 м | 60 кг |
| 3  | Марина Ляхор         |  | 1,76 м | 56 кг |
| 4  | Олена Зозулька       |  | 1,70 м | 51 кг |
| 5  | Марія Бондар         |  | 1,75 м | 54 кг |
| 6  | Анастасія Гончаренко |  | 1,76 м | 65 кг |
| 7  | Ольга Блануца        |  | 1,75 м | 60 кг |
| 8  | Катерина Олексюк     |  | 1,62 м | 54 кг |
| 9  | Ольга Яцишина        |  | 1,64 м | 55 кг |
| 10 | Світлана Гнатенко    |  | 1,64 м | 48 кг |
| 11 | Ольга Стегній        |  | 1,65 м | 49 кг |

| Команда | І | В | Н | П | ОН  | ОП  | РО   | О  |
| ------- | - | - | - | - | --- | --- | ---- | -- |
| Росія   | 4 | 4 | 0 | 0 | 126 | 17  | +109 | 12 |
| Україна | 4 | 3 | 0 | 1 | 79  | 50  | +29  | 10 |
| Канада  | 4 | 2 | 0 | 2 | 70  | 107 | −37  | 8  |
| Франція | 4 | 1 | 0 | 3 | 89  | 82  | +7   | 6  |
| Японія  | 4 | 0 | 0 | 4 | 15  | 87  | −72  | 4  |

| 14 липня 2013 9:00 |

| Росія                                   | 33-5 | Україна            |
| --------------------------------------- | ---- | ------------------ |
| Спроби: Едіджі 2 Реалізації: Кудінова 4 | Звіт | Спроби: Бородіна 1 |

| "Тулпар", Казань Суддя: Катаріна Пікерт (GER) |

| 14 липня 2013 13:46 |

| Франція | 10-17 | Україна |
| ------- | ----- | ------- |
|         | Звіт  |         |

| "Тулпар", Казань |

| 15 липня 2013 10:00 |

| Японія | 0-19 | Україна |
| ------ | ---- | ------- |
|        | Звіт |         |

| "Тулпар", Казань |

| 15 липня 2013 13:18 |

| Канада | 7-38 | Україна |
| ------ | ---- | ------- |
|        | Звіт |         |

| "Тулпар", Казань |

Чвертьфінал
| 16 липня 2013 11:06 |

| Україна | 17-19 | Італія |
| ------- | ----- | ------ |
|         | Звіт  |        |

| "Тулпар", Казань |

Матч за 5-місця
| 16 липня 2013 14:22 |

| Франція | 14-19 | Україна |
| ------- | ----- | ------- |
|         | Звіт  |         |

| "Тулпар", Казань |

Матч за 5-е місце
| 17 липня 2013 10:50 |

| КНР | 19-15 | Україна |
| --- | ----- | ------- |
|     | Звіт  |         |

| "Тулпар", Казань |

Підсумкове місце — 6

### Самбо
Результати змагань із самбо.

#### Чоловіки
| Спортсмен          | Вагова категорія | Раунд 1/16                   | Чвертьфінал                  | Півфінал                     | Фінал                       | Фінал        |
| Спортсмен          | Вагова категорія | Суперник Результат           | Суперник Результат           | Суперник Результат           | Суперник Результат          | Місце        |
| ------------------ | ---------------- | ---------------------------- | ---------------------------- | ---------------------------- | --------------------------- | ------------ |
| Сергій Чорний      | До 52 кг         | Н/Д                          | Канжанов (KAZ) Поразка       | Не проходить                 | Не проходить                | Не проходить |
| Михайло Іличук     | До 57 кг         | Чимеддорж (MGL) Поразка 0-6  | Маїлян (ARM) Перемога 4-0    | Анкуд (BLR) Перемога 8-2     | Не проходить                | 3            |
| Володимир Гонгало  | До 62 кг         | Лазарен (ROU) Перемога 4-0   | Охіров (TJK) Поразка 0-8     | Не проходить                 | Не проходить                | Не проходить |
| Кирило Мельниченко | До 68 кг         | Сато (JPN) Перемога 4-2      | Сарсенбін (KAZ) Перемога 1-0 | Кокша (BLR) Поразка 0-1      | Іванов (BUL) Поразка 1-3    | 5            |
| Петро Кузьмін      | До 74 кг         | Імомов (TJK) Поразка 4-2     | Не проходить                 | Не проходить                 | Не проходить                | Не проходить |
| Сергій Гончук      | До 82 кг         | Ямалбеков (KGZ) Перемога 4-0 | Куця (GEO) Поразка 0-7       | Карапетян (ARM) Поразка 0-4  | Не проходить                | Не проходить |
| Андрій Гордієнко   | До 90 кг         | Остонаєв (UZB) Поразка 0-4   | Не проходить                 | Не проходить                 | Не проходить                | Не проходить |
| Михайло Черкасов   | До 100 кг        | Азімов (UZB) Перемога 2-1    | Такадзе (GEO) Перемога 1-0   | Мацко (BLR) Поразка 2-1      | Шокпутов (KAZ) Перемога 2-0 | 3            |
| Размік Тоноян      | Понад 100 кг     | Н/Д                          | Забарскас (LTU) Перемога 5-1 | Рудельсон (ISR) Перемога 5-2 | Кучумов (RUS) Поразка 6-5   | 2            |

#### Жінки
| Спортсмен          | Вагова категорія | Раунд 1/16                    | Чвертьфінал                     | Півфінал                       | Фінал                           | Фінал        |
| Спортсмен          | Вагова категорія | Суперник Результат            | Суперник Результат              | Суперник Результат             | Суперник Результат              | Місце        |
| ------------------ | ---------------- | ----------------------------- | ------------------------------- | ------------------------------ | ------------------------------- | ------------ |
| Олена Куницька     | До 48 кг         | Гноччі (ITA) Перемога 14-0    | Кашкинова (KAZ) Перемога 3-1    | Ягварал (MGL) Перемога 1-1 TV  | Бондарева (RUS) Поразка 0-6     | 2            |
| Інна Черняк        | До 52 кг         | Галус (ROU) Перемога 14-1     | Абдикадирова (KGZ) Перемога 9-1 | Чен (CHN) Перемога 7-0         | Харитонова (RUS) Поразка 0-2    | 2            |
| Марія Остап'юк     | До 56 кг         | Рігетті (ITA) Перемога 5-0    | Вацова (BUL) Поразка 1-5        | Не проходить                   | Не проходить                    | Не проходить |
| Олена Сайко        | До 60 кг         | Н/Д                           | Кенбеїл (KAZ) Перемога 3-0      | Пруна (ROU) Перемога 4-0       | Костенко (RUS) Поразка 0-4      | 2            |
| Анастасія Шевченко | До 64 кг         | Берді-Кизи (KGZ) Перемога 4-1 | Шлесінгер (ISR) Поразка 11-0    | Лопез (VEN) Перемога 2-1       | Гайитбаєва (TKM) Поразка 2-2 TV | 5            |
| Луїза Гайнутдінова | До 68 кг         | Султанова (TKM) Перемога 8-0  | Болд (MGL) Перемога 12-0        | Арагоззіні (ITA) Перемога 15-0 | Мохнаткіна (RUS) Поразка 0-4    | 2            |
| Тетяна Савенко     | До 72 кг         | Н/Д                           | Забіч (SRB) Перемога 1-0        | Такахаші (JPN) Перемога 8-1    | Отгон (MGL) Поразка 0-1         | 5            |
| Аліна Гізай        | До 80 кг         | Гямхуу (MGL) Поразка 0-4      | Не проходить                    | Не проходить                   | Не проходить                    | Не проходить |

### Спортивна стрільба
Результати змагань зі спортивної стрільби.

#### Чоловіки
| Спортсмен                                            | Дисципліна                                   | Кваліфікація | Кваліфікація | Фінал        | Фінал        |
| Спортсмен                                            | Дисципліна                                   | Очки         | Місце        | Очки         | Місце        |
| ---------------------------------------------------- | -------------------------------------------- | ------------ | ------------ | ------------ | ------------ |
| Владислав Григоренко                                 | Пневматична гвинтівка, 10 м                  | 615.3        | 26           | Не проходить | Не проходить |
| Владислав Григоренко                                 | Гвинтівка, 3 позиції, 50 м                   | 1146         | 22           | Не проходить | Не проходить |
| Владислав Григоренко                                 | Гвинтівка лежачи, 50 м                       | 604.4        | 45           | Не проходить | Не проходить |
| Олександр Галкін                                     | Пневматична гвинтівка, 10 м                  | 620.8        | 10           | Не проходить | Не проходить |
| Олександр Галкін                                     | Гвинтівка, 3 позиції, 50 м                   | 1157         | 7 Q          | 303.3        | 6            |
| Олександр Галкін                                     | Гвинтівка лежачи, 50 м                       | 615.6        | 12           | Не проходить | Не проходить |
| Денис Чернишов                                       | Пневматична гвинтівка, 10 м                  | 611.8        | 34           | Не проходить | Не проходить |
| Денис Чернишов                                       | Гвинтівка, 3 позиції, 50 м                   | 1138         | 31           | Не проходить | Не проходить |
| Денис Чернишов                                       | Гвинтівка лежачи, 50 м                       | 606.0        | 42           | Не проходить | Не проходить |
| Владислав Григоренко Олександр Галкін Денис Чернишов | Пневматична гвинтівка, 10 м, командний залік | Н/Д          | Н/Д          | 1847.9       | 4            |
| Владислав Григоренко Олександр Галкін Денис Чернишов | Гвинтівка, лежачи, 50 м, командний залік     | Н/Д          | Н/Д          | 1826.0       | 8            |
| Денис Кушніров                                       | Пневматичний пістолет, 10 м                  | 564          | 21           | Не проходить | Не проходить |
| Денис Кушніров                                       | Пістолет-стандарт, 25 м                      | Н/Д          | Н/Д          | 547          | 20           |
| Денис Кушніров                                       | Пістолет, 50 м                               | 534          | 19           | Не проходить | Не проходить |
| Юрій Попружний                                       | Пневматичний пістолет, 10 м                  | 578          | 4            | 137.9        | 5            |
| Юрій Попружний                                       | Пістолет-стандарт, 25 м                      | Н/Д          | Н/Д          | 561          | 5            |
| Юрій Попружний                                       | Пістолет, 50 м                               | 555          | 4 Q          | 128.7        | 5            |

| Спортсмен      | Дисципліна | Кваліфікація, 1-й день | Кваліфікація, 1-й день | Кваліфікація, 2-й день | Кваліфікація, 2-й день | Півфінал     | Півфінал     | Фінал        | Фінал        | Перестрілка  | Перестрілка  |
| Спортсмен      | Дисципліна | Очки                   | Місце                  | Очки                   | Місце                  | Очки         | Місце        | Очки         | Місце        | Очки         | Місце        |
| -------------- | ---------- | ---------------------- | ---------------------- | ---------------------- | ---------------------- | ------------ | ------------ | ------------ | ------------ | ------------ | ------------ |
| Юрій Нікандров | Трап       | 69                     | 7                      | 118                    | 2                      | 13           | 2            | 10           | 1            | 1            | 1            |
| Юрій Нікандров | Дубль-трап | 114                    | 16                     | Не проходить           | Не проходить           | Не проходить | Не проходить | Не проходить | Не проходить | Не проходить | Не проходить |

#### Жінки
| Спортсмен                                        | Дисципліна                                   | Кваліфікація | Кваліфікація | Фінал        | Фінал        |
| Спортсмен                                        | Дисципліна                                   | Очки         | Місце        | Очки         | Місце        |
| ------------------------------------------------ | -------------------------------------------- | ------------ | ------------ | ------------ | ------------ |
| Тетяна Тарасенко                                 | Пневматична гвинтівка, 10 м                  | 406.9        | 42           | Не проходить | Не проходить |
| Тетяна Тарасенко                                 | Гвинтівка, 3 позиції, 50 м                   | 569          | 28           | Не проходить | Не проходить |
| Тетяна Тарасенко                                 | Гвинтівка лежачи, 50 м                       | Н/Д          | Н/Д          | 575          | 49           |
| Євгенія Борисова                                 | Пневматична гвинтівка, 10 м                  | 408.1        | 33           | Не проходить | Не проходить |
| Євгенія Борисова                                 | Гвинтівка, 3 позиції, 50 м                   | 568          | 32           | Не проходить | Не проходить |
| Євгенія Борисова                                 | Гвинтівка лежачи, 50 м                       | Н/Д          | Н/Д          | 589          | 8            |
| Олеся Щерба                                      | Пневматична гвинтівка, 10 м                  | 408.1        | 32           | Не проходить | Не проходить |
| Дар'я Шаріпова                                   | Гвинтівка, 3 позиції, 50 м                   | 576          | 13           | Не проходить | Не проходить |
| Дар'я Шаріпова                                   | Гвинтівка лежачи, 50 м                       | Н/Д          | Н/Д          | 592          | 6            |
| Тетяна Тарасенко Євгенія Борисова Дар'я Шаріпова | Пневматична гвинтівка, 10 м, командний залік | Н/Д          | Н/Д          | 1223.1       | 11           |
| Тетяна Тарасенко Євгенія Борисова Дар'я Шаріпова | Гвинтівка, 3 позиції, 50 м, командний залік  | Н/Д          | Н/Д          | 1713         | 7            |
| Тетяна Тарасенко Євгенія Борисова Дар'я Шаріпова | Гвинтівка, лежачи, 50 м, командний залік     | Н/Д          | Н/Д          | 1756         | 3            |
| Олена Костевич                                   | Пневматичний пістолет, 10 м                  | 376          | 17           | Не проходить | Не проходить |
| Марта Бойчук                                     | Пневматичний пістолет, 10 м                  | 373          | 24           | Не проходить | Не проходить |
| Катерина Дьомкіна                                | Пневматичний пістолет, 10 м                  | 373          | 26           | Не проходить | Не проходить |
| Олена Костевич Марта Бойчук Катерина Дьомкіна    | Пневматичний пістолет, 10 м, командний залік | Н/Д          | Н/Д          | 1122         | 6            |
| Олена Костевич Марта Бойчук Катерина Дьомкіна    | Пістолет, 25 м, командний залік              | Н/Д          | Н/Д          | 1720         | 2            |

| Спортсмен         | Дисципліна     | Кваліфікація | Кваліфікація | Кваліфікація        | Кваліфікація        | Кваліфікація | Кваліфікація | Півфінал     | Півфінал     | Фінал        | Фінал        |
| Спортсмен         | Дисципліна     | Точність     | Точність     | Швидкісний пістолет | Швидкісний пістолет | Сума         | Місце        | Півфінал     | Півфінал     | Фінал        | Фінал        |
| Спортсмен         | Дисципліна     | Очки         | Місце        | Очки                | Місце               | Сума         | Місце        | Очки         | Місце        | Очки         | Місце        |
| ----------------- | -------------- | ------------ | ------------ | ------------------- | ------------------- | ------------ | ------------ | ------------ | ------------ | ------------ | ------------ |
| Олена Костевич    | Пістолет, 25 м | 294          | 2            | 289                 | 6                   | 583          | 1 Q          | 12           | 1            | 7            | 1            |
| Марта Бойчук      | Пістолет, 25 м | 290          | 6            | 270                 | 33                  | 560          | 23           | Не проходить | Не проходить | Не проходить | Не проходить |
| Катерина Дьомкіна | Пістолет, 25 м | 290          | 4            | 287                 | 10                  | 577          | 7 Q          | 9            | 4            | Не проходить | 4            |

### Теніс
Результати змагань із тенісі.

### Фехтування
Результати змагань у фехтуванні.

#### Чоловіки
| Спортсмен                                                          | Дисципліна           | Раунд 1/64                         | Раунд 1/32                       | Раунд 1/16                     | Чвертьфінал                         | Півфінал                  | Фінал            | Місце |
| Спортсмен                                                          | Дисципліна           | Суперник Рахунок                   | Суперник Рахунок                 | Суперник Рахунок               | Суперник Рахунок                    | Суперник Рахунок          | Суперник Рахунок | Місце |
| ------------------------------------------------------------------ | -------------------- | ---------------------------------- | -------------------------------- | ------------------------------ | ----------------------------------- | ------------------------- | ---------------- | ----- |
| Володимир Клтиго                                                   | Індивідуальна рапіра | Лі (CHI) Поразка 11-15             | Не пройшов                       | Не пройшов                     | Не пройшов                          | Не пройшов                | Не пройшов       | 47    |
| Андрій Погребняк                                                   | Індивідуальна рапіра | Гомез-Танамачі (MEX) Перемога 15-7 | Мепстід (GBR) Перемога 15-11     | Сонг (KOR) Поразка 14-15       | Не пройшов                          | Не пройшов                | Не пройшов       | 14    |
| Клод Юнес                                                          | Індивідуальна рапіра | Йонг-Пемедіос (MAC) Перемога 15-2  | Гомез (MEX) Перемога 15-4        | Ганєєв (RUS) Перемога 15-11    | Гараззо (ITA) Поразка 6-15          | Не пройшов                | Не пройшов       | 5     |
| Герцик Ростислав                                                   | Індивідуальна рапіра | Н/Д                                | Мун (KOR) Перемога 15-11         | Лупері (ITA) Поразка 7-15      | Не пройшов                          | Не пройшов                | Не пройшов       | 11    |
| Володимир Клтиго Андрій Погребняк Клод Юнес Герцик Ростислав       | Командна рапіра      | Н/Д                                | Н/Д                              | Австралія (AUS) Перемога 45-18 | Південна Корея (KOR) Перемога 45-37 | Росія (RUS) Поразка 26-45 |                  |       |
| Євгеній Стаценко                                                   | Індивідуальна шабля  | Н/Д                                | Баллорка (FRA) Перемога 15-8     | Кіндлер (GER) Поразка 7-15     | Не пройшов                          | Не пройшов                | Не пройшов       | 10    |
| Дмитро Бойко                                                       | Індивідуальна шабля  |                                    |                                  |                                |                                     |                           |                  |       |
| Дмитро Пундик                                                      | Індивідуальна шабля  | Н/Д                                | Вестерн-Реєс (DOM) Перемога 15-6 | Решетніков (RUS) Поразка 10-15 | Не пройшов                          | Не пройшов                | Не пройшов       | 5     |
| Андрій Ягодка                                                      | Індивідуальна шабля  | Н/Д                                | Денг (CHI) Перемога 15-7         | Базадзе (GEO) Поразка 13-15    | Не пройшов                          | Не пройшов                | Не пройшов       | 17    |
| Євгеній Стаценко Дмитро Бойко Дмитро Пундик Андрій Ягодка          | Командна шабля       | Н/Д                                | Н/Д                              | Малайзія (MAS) Перемога 45-28  | Південна Корея (KOR) Поразка 44-45  | Не пройшла                | Не пройшла       | 5     |
| Анатолій Герей                                                     | Індивідуальна шпага  | Гірано (JPN) Поразка 12-15         | Не пройшов                       | Не пройшов                     | Не пройшов                          | Не пройшов                | Не пройшов       | 40    |
| Андрій Лопатенко                                                   | Індивідуальна шпага  | Лебланк (CAN) Поразка 9-15         | Не пройшов                       | Не пройшов                     | Не пройшов                          | Не пройшов                | Не пройшов       | 50    |
| Євген Макієнко                                                     | Індивідуальна шпага  | Борел (FRA) Поразка 13-15          | Не пройшов                       | Не пройшов                     | Не пройшов                          | Не пройшов                | Не пройшов       | 56    |
| Євген Миргородський                                                | Індивідуальна шпага  | Фава (FRA) Поразка 8-15            | Не пройшов                       | Не пройшов                     | Не пройшов                          | Не пройшов                | Не пройшов       | 53    |
| Анатолій Герей Андрій Лопатенко Євген Макієнко Євген Миргородський | Командна шпага       | Н/Д                                | Н/Д                              | Ізраїль (ISR) Поразка 45-32    | Не пройшла                          | Не пройшла                | Не пройшла       | 14    |

#### Жінки
| Спортсмен                                                            | Дисципліна          | Раунд 1/128                        | Раунд 1/64                   | Раунд 1/32                     | Раунд 1/16                   | Чвертьфінал                   | Півфінал                     | Фінал                       | Місце      |
| Спортсмен                                                            | Дисципліна          | Суперник Рахунок                   | Суперник Рахунок             | Суперник Рахунок               | Суперник Рахунок             | Суперник Рахунок              | Суперник Рахунок             | Суперник Рахунок            | Місце      |
| -------------------------------------------------------------------- | ------------------- | ---------------------------------- | ---------------------------- | ------------------------------ | ---------------------------- | ----------------------------- | ---------------------------- | --------------------------- | ---------- |
| Ольга Харлан                                                         | Індивідуальна шабля | Н/Д                                | Н/Д                          | Болей (FRA) Перемога 15-5      | Мікіна (AZE) Перемога 15-3   | Гулотта (ITA) Перемога 15-5   | Дяченко (RUS) Перемога 15-14 | Кім (KOR) Перемога 15-9     | 1          |
| Аліна Комащук                                                        | Індивідуальна шабля | Н/Д                                | Н/Д                          | Кьян (CHI) Перемога 15-13      | Пундик (UKR) Поразка 15-14   | Не пройшла                    | Не пройшла                   | Не пройшла                  | 10         |
| Олена Вороніна                                                       | Індивідуальна шабля | Н/Д                                | Н/Д                          | Аласгарова (AZE) Поразка 15-14 | Не пройшла                   | Не пройшла                    | Не пройшла                   | Не пройшла                  | 20         |
| Галина Пундик                                                        | Індивідуальна шабля | Н/Д                                | Н/Д                          | Буліка (ROU) Перемога 15-11    | Комащук (ROU) Перемога 15-14 | Гаврилова (RUS) Перемога 15-9 | Кім (KOR) Поразка 15-7       | Не пройшла                  | 3          |
| Ольга Харлан Олена Вороніна Аліна Комащук Галина Пундик              | Командна шабля      | Н/Д                                | Н/Д                          | Н/Д                            | Н/Д                          | США (USA) Поразка 45-44       | Не пройшла                   | Не пройшла                  |            |
| Олена Кривицька                                                      | Індивідуальна шпага | Н/Д                                | Поп (ROU) Поразка 10-15      | Не пройшла                     | Не пройшла                   | Не пройшла                    | Не пройшла                   | Не пройшла                  | Не пройшла |
| Анфіса Почкалова                                                     | Індивідуальна шпага | Н/Д                                | Северсон (USA) Перемога 15-9 | Шер (AUS) Перемога 15-12       | Шін (KOR) Поразка 14-15      | Не пройшла                    | Не пройшла                   | Не пройшла                  | Не пройшла |
| Ксенія Пантелєєва                                                    | Індивідуальна шпага | Сіснерос Гавін (ESP) Перемога 15-5 | Звєрєва (RUS) Поразка 10-15  | Не пройшла                     | Не пройшла                   | Не пройшла                    | Не пройшла                   | Не пройшла                  | Не пройшла |
| Анастасія Івченко                                                    | Індивідуальна шпага | Н/Д                                | Бріаско (ITA) Поразка 10-15  | Зуйкова (EST) Поразка 10-15    | Не пройшла                   | Не пройшла                    | Не пройшла                   | Не пройшла                  | Не пройшла |
| Олена Кривицька Анфіса Почкалова Ксенія Пантелєєва Анастасія Івченко | Командна шпага      | Н/Д                                | Н/Д                          | Н/Д                            | Ізраїль (ISR) Перемога 45-44 | Росія (RUS) Перемога 45-42    | Франція (FRA) Поразка 45-38  | Польща (POL) Перемога 40-39 | 3          |

### Футбол
Результати змагань із футболу.
Чоловіча команда України змагалась у групі B.
Склад команди
| 1  | Сергій Кравченко     | 23.3.1990 (23 роки)   |  |
| 2  | Ярослав Галенко      | 07.1.1991 (22 роки)   |  |
| 3  | Олексій Зозуля       | 13.4.1993 (20 років)  |  |
| 4  | Андрій Башлай        | 16.2.1985 (28 років)  |  |
| 5  | Микола Лісовський    | 12.7.1992 (20 років)  |  |
| 6  | Валерій Блажко       | 29.11.1989 (23 роки)  |  |
| 7  | Андрій Никитюк       | 16.8.1994 (19 років)  |  |
| 8  | Роман Бочкур         | 27.8.1987 (25 років)  |  |
| 9  | Ігор Мединський      | 03.1.1993 (20 років)  |  |
| 10 | Богдан Семенець      | 27.11.1990 (22 роки)  |  |
| 11 | Длявер Нурідінов     | 02.5.1995 (18 років)  |  |
| 12 | Микола Плетеницький  | 25.10.1985 (27 років) |  |
| 13 | Дмитро Добрянський   | 22.11.1991 (22 роки)  |  |
| 14 | Ігор Курило          | 03.5.1993 (20 років)  |  |
| 15 | Олексій Шевченко     | 24.2.1992 (21 рік)    |  |
| 16 | Сергій Панасенко     | 09.3.1992 (21 рік)    |  |
| 17 | Дмитро Кошелюк       | 14.2.1991 (22 роки)   |  |
| 18 | Роман Кліментовський | 14.4.1989 (24 роки)   |  |
| 19 | Андрій Ківа          | 21.11.1989 (23 роки)  |  |
| 20 | Тарас Пінчук         | 27.4.1989 (24 роки)   |  |

Груповий етап
| Команда   | І | В | Н | П | ЗМ | ПМ | РМ | О |
| --------- | - | - | - | - | -- | -- | -- | - |
| Японія    | 3 | 3 | 0 | 0 | 9  | 1  | +8 | 9 |
| Україна   | 3 | 1 | 1 | 1 | 6  | 7  | −1 | 4 |
| Уругвай   | 3 | 0 | 2 | 1 | 3  | 4  | −1 | 2 |
| Туреччина | 3 | 0 | 1 | 2 | 2  | 8  | −6 | 1 |

| 5 липня 2013 14:00 |

| Уругвай                | 2-2 | Україна                  |
| ---------------------- | --- | ------------------------ |
| Піротто 15' Давіла 87' |     | Курило 25' Кравченко 27' |

| «Трудові резерви», Казань Арбітр: Сілвіу-лонел Петруску (Румунія) |

| 8 липня 2013 17:00 |

| Японія                                     | 4-1 | Україна            |
| ------------------------------------------ | --- | ------------------ |
| Акасакі 50', 80' Kuruyama 63' Мацумото 75' |     | Климентовський 29' |

| «Рубін», Казань Арбітр: Дієго Гаро (Перу) |

| 10 липня 2013 17:00 |

| Україна                              | 3-1 | Туреччина |
| ------------------------------------ | --- | --------- |
| Галенко 50' Кравченко 59' Кіфа 90+4' |     | Какір 61' |

| «Трудові резерви», Казань Арбітр: Олександр Алієв (Казахстан) |

Чвертьфінал
| 12 липня 2013 20:00 |

| Велика Британія | 1-0 | Україна |
| --------------- | --- | ------- |
| Малін 1' (пен.) |     |         |

| «Трудові резерви», Казань Арбітр: Антоніо Дамато (Італія) |

Матч за 5-8 місце
| 14 липня 2013 20:00 |

| Канада | 0-1 | Україна       |
| ------ | --- | ------------- |
|        |     | Кравченко 66' |

| «Трудові резерви», Казань Арбітр: Тан Гай (Китай) |

Матч за 5-е місце
| 16 липня 2013 14:00 |

| Ірландія                                | 3-1 | Україна       |
| --------------------------------------- | --- | ------------- |
| Мернаг 17' Аддіс 76' Омагоні 83' (пен.) |     | Кравченко 88' |

| «Трудові резерви», Казань Арбітр: Дієго Гаро (Перу) |

Підсумкове місце — 6

### Хокей на траві
Результати змагань з хокею на траві.
Чоловіча команда України змагалась у групі B.
Склад команди
| 1  | Іван Яковенко          | 22 січня 1993 (20 років)  |
| 2  | Іван Пилипчук          | 15 квітня 1994 (19 років) |
| 3  | Владислав Данілов      | 29 січня 1995 (18 років)  |
| 4  | Дмитро Луппа           | 23 січня 1991 (22 роки)   |
| 5  | В'ячеслав Пазуйк       | 11 січня 1990 (23 роки)   |
| 6  | Віталій Калінчук       | 7 травня 1992 (21 рік)    |
| 7  | Сергій Коваль          | 15 червня 1994 (19 років) |
| 8  | Андрій Герасименко     | 13 червня 1991 (22 роки)  |
| 9  | Сергій Дячук           | 9 жовтня 1990 (22 роки)   |
| 10 | Юрій Мороз             | 21 травня 1987 (26 років) |
| 11 | Сергій Коваль          | 24 червня 1991 (22 роки)  |
| 12 | Сергій Вітрик          | 24 лютого 1993 (20 років) |
| 13 | Віталій Бондарчук      | 26 серпня 1990 (22)       |
| 14 | Антон Сердюк           | 15 грудня 1988 (24 роки)  |
| 15 | Єгор Самойленко        | 3 жовтня 1992 (20 років)  |
| 16 | Михайло Ясинський      | 21 січня 1989 (24 роки)   |
| 17 | Володимир Бурятинський | 8 червня 1992 (21 рік)    |

Груповий етап
| Команда        | І | В | Н | П | ОН | ОП | РО  | О  |
| -------------- | - | - | - | - | -- | -- | --- | -- |
| Франція        | 4 | 4 | 0 | 0 | 30 | 8  | +22 | 12 |
| Німеччина      | 4 | 3 | 0 | 1 | 17 | 7  | +10 | 9  |
| Південна Корея | 4 | 0 | 2 | 2 | 16 | 25 | −9  | 2  |
| Японія         | 4 | 0 | 2 | 2 | 8  | 17 | −9  | 2  |
| Україна        | 4 | 0 | 2 | 2 | 7  | 21 | −14 | 2  |

| 7 липня 2013 10:00                                               |      |                                                                 |                                                    |
| Південна Корея                                                   | 5-5  | Україна                                                         | Судді: Антон Кочін (RUS) Назмі Бін Камарудін (MAS) |
| Янг Джі-Гун 14' · Ю Сунг-Джу 31', 70' · Джонг Гван-Йонг 39', 54' | Звіт | Герасименко 14' · Пазуйк 27', 47' · Ясинський 55' · Мірзоян 63' | Судді: Антон Кочін (RUS) Назмі Бін Камарудін (MAS) |

| 8 липня 2013 10:00                         |      |         |                                                       |
| Німеччина                                  | 4-0  | Україна | Судді: Мішаль Маргольєн (SVK) Крістіан Данджело (ITA) |
| Вутеріч 29', 56' · Ебелінг 33' · Алекс 66' | Звіт |         | Судді: Мішаль Маргольєн (SVK) Крістіан Данджело (ITA) |

| 10 липня 2013 9:00                                                                             |      |         |                                                  |
| Франція                                                                                        | 10-0 | Україна | Судді: Антон Кочін (RUS) Ґрзеґрз Рисинські (POL) |
| Санчес 5', 26', 31' · Мартін-Брісак 18', 55' · Севестре 25' · Деро 33' · Кьєффер 47', 48', 54' | Звіт |         | Судді: Антон Кочін (RUS) Ґрзеґрз Рисинські (POL) |

| 11 липня 2013 9:00 |      |                            |                                                   |
| Україна            | 2-2  | Японія                     | Судді: Шон Рапапорт (RSA) Крістіан Данджело (ITA) |
| Пазуйк 56', 61'    | Звіт | Кітазато 5' · Мацумура 18' | Судді: Шон Рапапорт (RSA) Крістіан Данджело (ITA) |

Матч за 9-е місце
| 15 липня 2013 9:00                                   |      |                                            |                                                 |
| Польща                                               | 3-3  | Україна                                    | Судді: Бенжамін Ґьонтген(GER) Антон Кочін (RUS) |
| Пакановські 22' · Ференс 31', 33'                    | Звіт | Яковенко 41' · Мірзоян 59', 66'            | Судді: Бенжамін Ґьонтген(GER) Антон Кочін (RUS) |
| Пенальті                                             |      |                                            | Судді: Бенжамін Ґьонтген(GER) Антон Кочін (RUS) |
| Расінієвські · Булка · Крокош · Пакановські · Ференс | 3-4  | Мороз · Ясинський · Сердюк · Луппа · Дячук | Судді: Бенжамін Ґьонтген(GER) Антон Кочін (RUS) |

Підсумкове місце — 9

### Шахи
Результати змагань з шахів.